# Депутати ВР УРСР 11-го скликання
24 лютого 1985 року обрано 650 депутатів, 23 депутата дообрано за період 1985—1988 років
| Прізвище, ім'я, по-батькові          | Де обрано                 | Виборчий округ                  | Номер округу | Посада на час обрання | Місце народження                                                      | Примітки                                                                                     |
| ------------------------------------ | ------------------------- | ------------------------------- | ------------ | --- | --------------------------------------------------------------------- | -------------------------------------------------------------------------------------------- |
| Агеєнко Микола Іванович              | Чернігівська область      | Центральний                     | 635          | 2-й секретар Чернігівського обласного комітету КПУ                                                                                                | Чернігів, УРСР                                                        |                                                                                              |
| Аксеніченко Ганна Антонівна          | Харківська область        | Жовтневий                       | 529          | Пресувальниця Харківського приладобудівного заводу імені Т. Г. Шевченка                                                                           | село Улянівка Хорольського району Полтавської області, УРСР           |                                                                                              |
| Анісімова Наталія Миколаївна         | Донецька область          | Залізничний                     | 161          | Лікар-педіатр Донецької міської дитячої лікарні № 1                                                                                               |                                                                       |                                                                                              |
| Антипенко Марія Родіонівна           | Київська область          | Баришівський                    | 309          | Голова виконкому Волошинівської сільської ради Баришівського району                                                                               | село Веселинівка, Баришівського району Київської області, УРСР        |                                                                                              |
| Антонюк Любов Григорівна             | Житомирська область       | Промисловий                     | 225          | Електромонтажниця Житомирського заводу «Промавтоматика»                                                                                           | Житомир, Житомирська область, УРСР                                    |                                                                                              |
| Арапов Віталій Федорович             | Київ                      | Ворошиловський                  | 6            | Член Військової ради — начальник Політуправління Київського військового округу, генерал-лейтенант                                                 | село Аргамаково, Бєлінського району Пензенської області, РСФСР        |                                                                                              |
| Арцибашева Валентина Петрівна        | Сумська область           | Білопільський                   | 500          | Стернярка Білопільського машинобудівного заводу                                                                                                   | місто Білопілля, Сумської області, УРСР                               |                                                                                              |
| Атрошенко Тамара Іванівна            | Чернігівська область      | Рокоссовський                   | 634          | Вчителька Чернігівської середньої школи № 16 | село Моложава, Городнянського району Чернігівської області, УРСР      |                                                                                              |
| Бабич Юрій Петрович                  | Дніпропетровська область  | Артемівський                    | 127          | Голова виконкому Дніпропетровської обласної ради                                                                                                  | місто Верхньодніпровськ, Дніпропетровської області, УРСР              |                                                                                              |
| Бабичев Федір Семенович              | Одеська область           | Таїровський                     | 431          | Віце-президент Академії наук УРСР | село Бобрикове, Луганська область, УРСР                               |                                                                                              |
| Багров Микола Васильович             | Кримська область          | Чорноморський                   | 371          | Секретар Кримського обласного комітету КПУ | селище Новотроїцьке, Херсонська область, УРСР                         |                                                                                              |
| Бадьорний Григорко Олексійович       | Одеська область           | Малиновський                    | 428          | Бригадир комплексної бригади мулярів-монтажників будівельного управління № 142 тресту «Одестрансбуд»                                              | село Росоша, Липовецького району, Вінницької області, УРСР            |                                                                                              |
| Бажок Павлина Никифорівна            | Дніпропетровська область  | Індустріальний                  | 115          | Машиніст електромостового крана Нижньодніпровського трубопрокатного заводу імені К. Лібкнехта                                                     | Республіка Білорусь                                                   |                                                                                              |
| Байтала Василь Дем'янович            | Львівська область         | Перемишлянський                 | 396          | Міністр лісового господарства УРСР | село Пеньківка Ямпільського повіту Подільської губернії, УРСР         |                                                                                              |
| Бак Неллі Володимирівна              | Дніпропетровська область  | Бабушкінський                   | 109          | Бригадир дільниці вулканізації мотокамер виробничого об'єднання «Дніпрошина» імені XXV з'їзду КПРС                                                | місто Новомосковськ Дніпропетровської області                         |                                                                                              |
| Бака Михайло Макарович               | Дніпропетровська область  | Дніпропетровський               | 147          | Голова Комітету по фізичній культурі і спорту при Раді Міністрів УРСР                                                                             | село Личкове, Магдалинівського району, Дніпропетровській області      |                                                                                              |
| Балабуєв Петро Васильович            | Київ                      | Ленінградський                  | 16           | Генеральний конструктор Конструкторського бюро імені О. К. Антонова                                                                               | село Валуйськ, Луганська область                                      |                                                                                              |
| Бандура Оксана Михайлівна            | Івано-Франківська область | Галицький                       | 290          | Оператор машинного доїння корів колгоспу імені XXI з'їзду КПРС (Галицького району)                                                                | село Жалибори, Галицький район Івано-Франківської області             |                                                                                              |
| Баранюк Іван Дмитрович               | Івано-Франківська область | Косівський                      | 294          | Різьбяр Косівського виробничо-художнього об'єднання «Гуцульщина»                                                                                  | місто Косів, Косівського району Івано-Франківської області            |                                                                                              |
| Барг Ріта Лейбишівна                 | Чернівецька область       | Ленінський                      | 620          | Інженер-конструктор Чернівецького заводу «Кварц»                                                                                                  | місто Чернівці                                                        |                                                                                              |
| Басараб Ярослава Григорівна          | Івано-Франківська область | Тисменицький                    | 299          | Ланкова колгоспу «Тепличний» (Тисменицького району)                                                                                               | Івано-Франківська область                                             |                                                                                              |
| Бахтін Юрій Георгійович              | Кримська область          | Курчатовський                   | 349          | Голова виконкому Кримської обласної ради | місто Пугачов Саратовської області, РСФСР                             |                                                                                              |
| Бельтюкова Світлана Вадимівна        | Одеська область           | Київський                       | 427          | Старший науковий співробітник Фізико-хімічного Інституту імені О. В. Богатського Академії наук УРСР (м. Одеса)                                    | місто Одеса, Одеської області                                         |                                                                                              |
| Береза Галина Сергіївна              | Волинська область         | Луцький                         | 67           | Ланкова механізованої ланки колгоспу імені Чапаєва (Луцького району)                                                                              | село Городок, Луцького району, Волинської області                     |                                                                                              |
| Бєдунова Ізольда Василівна           | Донецька область          | Горлівський-Центральний         | 174          | Плиточниця-облицювальниця будівельного управління № 7 тресту «Горлівськжитлобуд»                                                                  | місто Горлівка, Донецька область                                      |                                                                                              |
| Бєльський Михайло Гаврилович         | Хмельницька область       | Кам'янець-Подільський           | 592          | Секретар правління Спілки художників України, народний художник УРСР                                                                              | село Закромське, Кромського району, Орловської області                |                                                                                              |
| Бичко Василь Петрович                | Тернопільська область     | Зборівський                     | 518          | Тракторист-комбайнер радгоспу імені Мічуріна (Козівського району)                                                                                 | село Плоске, Тернопільського району Тернопільської області            |                                                                                              |
| Біблик Валентин Васильович           | Харківська область        | Тракторозаводський              | 539          | Генеральний директор виробничого об'єднання «Харківський тракторний завод імені Серго Орджонікідзе»                                               | місто Єнакієве                                                        |                                                                                              |
| Білодід Юрій Андрійович              | Івано-Франківська область | Коломийський міський            | 287          | Бригадир електрозварників виробничого об'єднання «Коломиясільмаш»                                                                                 | місто Коломия, Івано-Франківська область                              |                                                                                              |
| Білоусова Людмила Мусіївна           | Донецька область          | Макіївський-Центральний         | 199          | Апретурниця Макіївської взуттєвої фабрики | місто Макіївка, Донецької області                                     |                                                                                              |
| Біров Антонін Олександрович          | Закарпатська область      | Виноградівський                 | 246          | Голова колгоспу «Прикордонник» (Виноградівського району)                                                                                          | Пийтерфолво (Петрове) Виноградівського району Закарпатської області   |                                                                                              |
| Блажчук Анатолій Григорович          | Чернівецька область       | Вижницький                      | 623          | Голова колгоспу імені Ю.Федьковича (Вижницького району)                                                                                           | місто Монастирище, тепер Монастирищенського району Черкаської області |                                                                                              |
| Бобирєв Микола Васильович            | Миколаївська область      | Корабельний                     | 409          | 1-й секретар Миколаївського міського комітету КПУ                                                                                                 | місто П'ятигорськ, тепер Ставропольського краю, РСФСР                 |                                                                                              |
| Богданов Григорій Олександрович      | Хмельницька область       | Деражнянський                   | 589          | Голова Президії Південного (Українського) відділення ВАСГНІЛ, віце-президент ВАСГНІЛ                                                              |                                                                       |                                                                                              |
| Боделан Руслан Борисович             | Одеська область           | Приморський                     | 429          | 1-й секретар Одеського міського комітету КПУ |                                                                       |                                                                                              |
| Бодня Марія Андріївна                | Чернігівська область      | Бобровицький                    | 639          | Голова виконкому Пісківської сільської ради Бобровицького району                                                                                  |                                                                       |                                                                                              |
| Бойко Володимир Григорович           | Чернігівська область      | Менський                        | 644          | Ланковий механізованої ланки колгоспу «Праця» (Менського району)                                                                                  |                                                                       |                                                                                              |
| Бойко Галина Яківна                  | Черкаська область         | Шполянський                     | 619          | Бригадир молочнотоварної ферми бурякорадгоспу Матусівського цукрокомбінату (Шполянського району)                                                  |                                                                       |                                                                                              |
| Бойко Костянтин Петрович             | Чернігівська область      | Козелецький                     | 642          | Керуючий справами Ради Міністрів УРСР |                                                                       |                                                                                              |
| Бойко Тамара Степанівна              | Полтавська область        | Лубенський                      | 462          | Електромонтажниця Лубенського заводу лічильних машин                                                                                              |                                                                       |                                                                                              |
| Бойчук Вадим Олександрович           | Івано-Франківська область | Тлумацький                      | 300          | Голова виконкому Івано-Франківської обласної ради                                                                                                 |                                                                       |                                                                                              |
| Болдарєв Олег Миколайович            | Одеська область           | Суворовський                    | 430          | Оператор Одеського припортового заводу імені Комсомолу України                                                                                    |                                                                       |                                                                                              |
| Бондар Юрій Олександрович            | Хмельницька область       | Ізяславський                    | 591          | Завідувач відділу сільськогосподарського машинобудування ЦК КПУ                                                                                   |                                                                       |                                                                                              |
| Бондаренко Ганна Марківна            | Донецька область          | Слов'янський                    | 219          | Начальник тваринницького комплексу колгоспу «Україна» (Слов'янського району)                                                                      |                                                                       |                                                                                              |
| Бондарчук Віталій Миколайович        | Київ                      | Подільський                     | 23           | Бригадир електрозварників Київського заводу «Ленінська кузня»                                                                                     |                                                                       |                                                                                              |
| Борисовський Володимир Захарович     | Кіровоградська область    | Світловодський                  | 331          | Міністр монтажних і спеціальних будівельних робіт УРСР                                                                                            |                                                                       |                                                                                              |
| Боровик Катерина Іванівна            | Чернігівська область      | Коропський                      | 643          | Ланкова-льонарка колгоспу «Авангард» (Коропського району)                                                                                         |                                                                       |                                                                                              |
| Бородіна Валентина Олексіївна        | Ворошиловградська область | Краснодонський                  | 81           | Штукатур шахтобудівного управління № 2 тресту «Краснодоншахтобуд»                                                                                 |                                                                       |                                                                                              |
| Борош Олександр Олександрович        | Закарпатська область      | Берегівський                    | 245          | Бригадир радгоспу-заводу «Мужіївський» (Берегівського району)                                                                                     |                                                                       |                                                                                              |
| Ботвин Олександр Платонович          | Кіровоградська область    | Гайворонський                   | 333          | Голова Комісії партійного контроль при ЦК КПУ |                                                                       |                                                                                              |
| Бубнов Василь Іванович               | Дніпропетровська область  | Павлоградський міський          | 143          | Бригадир прохідників шахтобудівного управління № 3 комбінату «Дніпрошахтобуд»                                                                     |                                                                       |                                                                                              |
| Булянда Олександр Олексійович        | Донецька область          | Ждановський-Центральний         | 187          | 1-й секретар Ждановського міського комітету КПУ                                                                                                   |                                                                       |                                                                                              |
| Бурлай Володимир Сергійович          | Волинська область         | Ратнівський                     | 70           | Директор Радіотелеграфічного агентства України (РАТАУ) при Раді Міністрів УРСР                                                                    |                                                                       |                                                                                              |
| Бурлака Тамара Василівна             | Чернівецька область       | Кельменецький                   | 626          | Ланкова колгоспу імені газети «Правда» (Кельменецького району)                                                                                    |                                                                       |                                                                                              |
| Бут Юрій Григорович                  | Черкаська область         | Маньківський                    | 612          | 2-й секретар Черкаського обласного комітету КПУ                                                                                                   |                                                                       |                                                                                              |
| Васильєв Олексій Федорович           | Запорізька область        | Шевченківський                  | 268          | Слюсар Запорізького електротехнічного заводу |                                                                       |                                                                                              |
| Васильківський Дмитро Іванович       | Вінницька область         | Ямпільський                     | 57           | Ланковий механізованої ланки колгоспу імені Котовського (Ямпільського району)                                                                     |                                                                       |                                                                                              |
| Васильченко Валерій Олександрович    | Кримська область          | Залізничний                     | 347          | Командир літака АН-24 Сімферопольського авіапідприємства Українського управління цивільної авіації                                                |                                                                       |                                                                                              |
| Васюхник Катерина Василівна          | Волинська область         | Центральний                     | 59           | Бригадир штукатурів Луцького будівельного управління «Опоряджбуд» комбінату «Волиньпромбуд»                                                       |                                                                       |                                                                                              |
| Ведмідь Аліна Петрівна               | Київська область          | Обухівський                     | 320          | Голова колгоспу «Зоря комунізму» (Васильківського району)                                                                                         |                                                                       |                                                                                              |
| Венгрин Марія Степанівна             | Львівська область         | Городоцький                     | 388          | Оператор машинного доїння корів колгоспу імені І. Франка (Городоцького району)                                                                    |                                                                       |                                                                                              |
| Верес Василь Федорович               | Івано-Франківська область | Залізничний                     | 284          | Генеральний директор виробничого лісозаготівельного об'єднання «Прикарпатліс» імені 60-річчя Радянської України                                   |                                                                       | 1 липня 1989 помер                                                                           |
| Вєркін Борис Ієремійович             | Харківська область        | Вузівський                      | 526          | Директор Фізико-технічного інституту низьких температур Академії наук УРСР                                                                        |                                                                       |                                                                                              |
| Висоцький Євген Васильович           | Миколаївська область      | Єланецький                      | 417          | Командир мотострілецького полку, полковник |                                                                       |                                                                                              |
| Вишневський Олександр Олександрович  | Львівська область         | Стрийський міський              | 384          | Видувальник скловиробів Стрийського склозаводу |                                                                       |                                                                                              |
| Вівтоненко Юлія Валентинівна         | Вінницька область         | Ленінський                      | 32           | Старший продавець Вінницького центрального універмагу самообслуговування                                                                          |                                                                       |                                                                                              |
| Вілінський Борис Миколайович         | Сумська область           | Тростянецький                   | 509          | Машиніст тепловоза локомотивного депо Смородине Південної залізниці                                                                               |                                                                       |                                                                                              |
| Вінник Анатолій Якович               | Донецька область          | Макіївський-Кіровський          | 197          | 1-й секретар Макіївського міського комітету КПУ                                                                                                   |                                                                       | 1989 повноваження складено                                                                   |
| Власюк Афанасій Іванович             | Вінницька область         | Гайсинський                     | 43           | Тракторист Гайсинського районного виробничого об'єднання по агрохімічному обслуговуванню сільського господарства                                  |                                                                       |                                                                                              |
| Вовненко Тетяна Олександрівна        | Кіровоградська область    | Новоархангельський              | 338          | Завідувачка ферми колгоспу «Правда» (Добровеличківського району)                                                                                  |                                                                       |                                                                                              |
| Воденіктов Іван Георгійович          | Запорізька область        | Космічний                       | 263          | 1-й секретар Запорізького міського комітету КПУ                                                                                                   |                                                                       |                                                                                              |
| Воліков Василь Гаврилович            | Донецька область          | Краснолиманський                | 194          | Машиніст електровоза локомотивного депо Красний Лиман імені 50-річчя Радянської України Донецької залізниці                                       |                                                                       |                                                                                              |
| Волков Олександр Петрович            | Вінницька область         | Прибузький                      | 35           | Командуючий 43-ю Вінницькою Ракетною армією, генерал-лейтенант                                                                                    |                                                                       |                                                                                              |
| Волков Павло Порфирович              | Вінницька область         | Крижопільський                  | 47           | Міністр автомобільного транспорту УРСР |                                                                       |                                                                                              |
| Воробйов Едуард Аркадійович          | Івано-Франківська область | Рожнятівський                   | 297          | Командуючий 38-ю армією Прикарпатського військового округу, генерал-майор                                                                         |                                                                       |                                                                                              |
| Воронін Володимир Максимович         | Запорізька область        | Токмацький                      | 273          | Механізатор племптахорадгоспу-репродуктора «Запорізький» (Токмацького району)                                                                     |                                                                       |                                                                                              |
| Воронько Платон Микитович            | Кіровоградська область    | Долинський                      | 335          | Письменник |                                                                       | 10 серпня 1988 помер                                                                         |
| Врублевський Віталій Костянтинович   | Черкаська область         | Христинівський                  | 615          | Помічник 1-го секретаря ЦК КПУ |                                                                       |                                                                                              |
| Габзівська Валентина Андріївна       | Житомирська область       | Андрушівський                   | 229          | Доярка колгоспу імені Леніна (Андрушівського району)                                                                                              |                                                                       |                                                                                              |
| Гавриленко Микола Мефодійович        | Львівська область         | Жидачівський                    | 390          | Міністр геології УРСР |                                                                       |                                                                                              |
| Гаврилишина Любов Іванівна           | Херсонська область        | Скадовський                     | 577          | Доярка колгоспу-племзаводу імені С. М. Кірова (Скадовського району)                                                                               |                                                                       |                                                                                              |
| Гаврилова Тетяна Андріївна           | Черкаська область         | Тальнівський                    | 613          | Голова колгоспу «Здобуток Жовтня» (Тальнівського району)                                                                                          |                                                                       |                                                                                              |
| Гаєвський Юрій Федорович             | Одеська область           | Ширяївський                     | 454          | Міністр місцевої промисловості УРСР |                                                                       | 1987 повноваження складено                                                                   |
| Гайдукова Любов Іванівна             | Харківська область        | Радянський                      | 537          | Машиніст підйомного крана управління будівництва Харківського метрополітену                                                                       |                                                                       |                                                                                              |
| Гайовий Володимир Максимович         | Одеська область           | Чорноморський                   | 434          | Завідувач відділу машинобудування ЦК КПУ |                                                                       |                                                                                              |
| Ганжа Микола Олексійович             | Харківська область        | Сахновщинський                  | 562          | Голова колгоспу імені Горького (Сахновщинського району)                                                                                           |                                                                       |                                                                                              |
| Ганнусенко Іван Маркович             | Донецька область          | Макіївський-Гірницький          | 196          | Начальник управління — начальник внутрішніх військ МВС СРСР по Українській РСР і Молдавській РСР, генерал-лейтенант                               |                                                                       | 1987 повноваження складено                                                                   |
| Генералов Євген Васильович           | Севастополь               | Балаклавський                   | 342          | Голова виконкому Севастопольської міської ради |                                                                       |                                                                                              |
| Гербеда Ніна Оксенівна               | Житомирська область       | Корольовський                   | 224          | Маляр-штукатур Житомирського домобудівного комбінату                                                                                              |                                                                       |                                                                                              |
| Гладуш Віктор Дмитрович              | Дніпропетровська область  | Металургійний                   | 134          | Директор Криворізького металургійного комбінату «Криворіжсталь» імені В. І. Леніна                                                                |                                                                       |                                                                                              |
| Гладуш Іван Дмитрович                | Харківська область        | Вовчанський                     | 552          | Міністр внутрішніх справ УРСР, генерал-полковник внутрішньої служби                                                                               |                                                                       |                                                                                              |
| Гладчук Антоніна Петрівна            | Вінницька область         | Козятинський                    | 46           | Апаратниця Бродецького цукрокомбінат імені XXV з'їзду КПРС (Козятинського району)                                                                 |                                                                       |                                                                                              |
| Гнатюк Феофанія Олександрівна        | Волинська область         | Ковельський міський             | 61           | Свердлувальниця Ковельського заводу сільськогосподарських машин імені 50-річчя СРСР                                                               |                                                                       |                                                                                              |
| Гнилицька Любов Дмитрівна            | Ворошиловградська область | Кремінський                     | 96           | Оператор по відгодівлі свиней радгоспу-комбінату «Кремінський» (Кремінського району)                                                              |                                                                       |                                                                                              |
| Гогуля Віра Степанівна               | Волинська область         | Любомльський                    | 68           | Доярка колгоспу імені Пархоменка (Любомльського району)                                                                                           |                                                                       |                                                                                              |
| Гокера Марія Григорівна              | Одеська область           | Березівський                    | 442          | Трактористка колгоспу імені Котовського (Березівського району)                                                                                    |                                                                       |                                                                                              |
| Головатенко Людмила Іванівна         | Кримська область          | Феодосійський                   | 358          | Маляр-штукатур Феодосійського будівельного управління                                                                                             |                                                                       |                                                                                              |
| Головко Степан Федорович             | Дніпропетровська область  | Криничанський                   | 149          | Механізатор держплемзаводу «Щорський» (Криничанського району)                                                                                     |                                                                       |                                                                                              |
| Гончаренко Іван Сергійович           | Київська область          | Тетіївський                     | 323          | Головний агроном радгоспу «Шевченківський» (Тетіївського району)                                                                                  |                                                                       |                                                                                              |
| Гончаров Леонід Михайлович           | Київська область          | Фастівський                     | 308          | Начальник військової академії ППО імені маршала Василевського, генерал-полковник артилерії                                                        |                                                                       | 21 травня 1986 помер                                                                         |
| Гончаров Микола Васильович           | Львівська область         | Турківський                     | 404          | Член Військової ради — начальник Політуправління Прикарпатського військового округу, генерал-лейтенант                                            |                                                                       |                                                                                              |
| Горбач Василь Якович                 | Чернігівська область      | Чернігівський                   | 649          | Голова колгоспу імені Войкова (Чернігівського району)                                                                                             |                                                                       |                                                                                              |
| Гордієнко Олексій Федорович          | Миколаївська область      | Веселинівський                  | 415          | 2-й секретар Миколаївського обласного комітету КПУ                                                                                                |                                                                       |                                                                                              |
| Горяїнов Олексій Іванович            | Полтавська область        | Кременчуцький-Автозаводський    | 459          | Генеральний директор Кременчуцького об'єднання по виробництву великовантажних автомобілів «АвтоКрАЗ»                                              |                                                                       |                                                                                              |
| Горячий Сергій Євгенович             | Житомирська область       | Бердичівський                   | 231          | Голова колгоспу імені Леніна (Бердичівського району)                                                                                              |                                                                       |                                                                                              |
| Горяшко Олексій Маркіянович          | Донецька область          | Селидівський                    | 201          | Начальник Українського управління цивільної авіації                                                                                               |                                                                       |                                                                                              |
| Грабін Володимир Володимирович       | Сумська область           | Путивльський                    | 505          | 2-й секретар Сумського обласного комітету КПУ |                                                                       |                                                                                              |
| Грабський Марат Никифорович          | Львівська область         | Самбірський міський             | 383          | Начальник Львівської залізниці |                                                                       |                                                                                              |
| Грендович Галина Михайлівна          | Львівська область         | Першотравневий                  | 376          | Монтажниця-вакуумниця Львівського виробничого об'єднання «Кінескоп»                                                                               |                                                                       |                                                                                              |
| Гречко Борис Олександрович           | Донецька область          | Артемівський                    | 211          | Міністр будівництва підприємств важкої індустрії УРСР                                                                                             |                                                                       |                                                                                              |
| Григораш Дмитро Петрович             | Вінницька область         | Немирівський                    | 50           | Тракторист колгоспу «Україна» (Немирівського району)                                                                                              |                                                                       |                                                                                              |
| Григорук Наталія Миколаївна          | Івано-Франківська область | Богородчанський                 | 288          | Оператор машинного доїння корів колгоспу імені Руднєва (Богородчанського району)                                                                  |                                                                       |                                                                                              |
| Гришко Михайло Васильович            | Чернігівська область      | Бахмацький                      | 638          | Голова виконкому Чернігівської обласної ради |                                                                       |                                                                                              |
| Громадський Микола Вікторович        | Черкаська область         | Уманський                       | 614          | Тракторист колгоспу «Промінь Жовтня» (Уманського району)                                                                                          |                                                                       |                                                                                              |
| Грунянський Іван Іванович            | Закарпатська область      | Рахівський                      | 252          | Міністр лісової і деревообробної промисловості УРСР                                                                                               |                                                                       |                                                                                              |
| Грущенко Іван Павлович               | Вінницька область         | Пироговський                    | 34           | Ректор Вищої партійної школи при ЦК КПУ |                                                                       |                                                                                              |
| Гуренко Станіслав Іванович           | Донецька область          | Горлівський-Румянцевський       | 173          | Заступник голови Ради Міністрів УРСР |                                                                       |                                                                                              |
| Гурко Володимир Антонович            | Житомирська область       | Богунський                      | 233          | Токар головного підприємства Житомирського виробничого об'єднання «Електровимірювач» імені 50-річчя СРСР                                          |                                                                       |                                                                                              |
| Гуртовий Василь Мусійович            | Кіровоградська область    | Знам'янський                    | 329          | Голова колгоспу імені Леніна (Знам'янського району)                                                                                               |                                                                       |                                                                                              |
| Гусениця Єва Юріївна                 | Львівська область         | Стрийський                      | 403          | Ланкова колгоспу «Заповіт Ілліча» (Жидачівського району)                                                                                          |                                                                       |                                                                                              |
| Гусєв Петро Іванович                 | Тернопільська область     | Підволочиський                  | 521          | Начальник штабу — 1-й заступник командуючого військами Прикарпатського військового округу, генерал-лейтенант                                      |                                                                       |                                                                                              |
| Гутовський Григорій Іванович         | Дніпропетровська область  | Інгулецький                     | 131          | Голова виконкому Криворізької міської ради |                                                                       |                                                                                              |
| Гущин Василь Єгорович                | Вінницька область         | Мурованокуриловецький           | 49           | Голова правління Українського міжколгоспного об'єднання по будівництву «Укрміжколгоспбуд»                                                         |                                                                       |                                                                                              |
| Давиденко Ганна Мойсеївна            | Чернігівська область      | Ніжинський                      | 645          | Майстер по виробництву молока радгоспу-заводу «Галицький» (Ніжинського району)                                                                    |                                                                       |                                                                                              |
| Данченко Сергій Володимирович        | Київ                      | Фрунзенський                    | 27           | Головний режисер Київського державного академічного українського драматичного театру імені І. Франка                                              |                                                                       |                                                                                              |
| Дегтярьов Володимир Іванович         | Кіровоградська область    | Олександрійський міський        | 330          | Голова Державного комітету УРСР по нагляду за безпечним веденням робіт у промисловості і гірничому нагляду                                        |                                                                       | 1987 повноваження складено                                                                   |
| Деденцова Олена Григорівна           | Київ                      | Брестський                      | 4            | Регулювальниця радіоапаратури Київського виробничого об'єднання «Електронмаш» імені В. І. Леніна                                                  |                                                                       |                                                                                              |
| Дедуненко Ганна Іванівна             | Львівська область         | Мостиський                      | 394          | Оператор по відгодівлі великої рогатої худоби колгоспу «Правда» (Мостиського району)                                                              |                                                                       |                                                                                              |
| Делікатний Володимир Іванович        | Ровенська область         | Ленінський                      | 477          | Міністр зв'язку УРСР |                                                                       |                                                                                              |
| Дем'яненко Микола Терентійович       | Полтавська область        | Миргородський                   | 463          | Голова колгоспу імені Шевченка (Миргородського району)                                                                                            |                                                                       |                                                                                              |
| Дещинська Галина Сафонівна           | Ровенська область         | Дубнівський                     | 479          | Оператор по вирощуванню поросят колгоспу «Перемога» (Дубнівського району)                                                                         |                                                                       |                                                                                              |
| Дикусар Андрій Миколайович           | Одеська область           | Савранський                     | 450          | Голова колгоспу «Правда» (Балтського району) |                                                                       |                                                                                              |
| Дідик Микола Анатолійович            | Вінницька область         | Вінницький                      | 42           | 1-й секретар Вінницького районного комітету КПУ                                                                                                   |                                                                       |                                                                                              |
| Дмитревич Валентина Степанівна       | Волинська область         | Горохівський                    | 63           | Доярка колгоспу «Зоря комунізму» (Горохівського району)                                                                                           |                                                                       |                                                                                              |
| Дмитренко Анатолій Володимирович     | Житомирська область       | Ємільчинський                   | 233          | Водій автомобіля Степанівської пересувної механізованої колони № 155 тресту «Житомирводбуд»                                                       |                                                                       |                                                                                              |
| Дмитренко Ганна Володимирівна        | Полтавська область        | Семенівський                    | 475          | Оператор по відгодівлі свиней колгоспу імені Леніна (Оржицького району)                                                                           |                                                                       |                                                                                              |
| Дмитренко Тетяна Володимирівна       | Миколаївська область      | Миколаївський                   | 410          | Ізолювальниця Миколаївського заводу імені 61 Комунара                                                                                             |                                                                       |                                                                                              |
| Дмитрієва Галина Іванівна            | Миколаївська область      | Ленінський                      | 406          | Бригадир намотувальників Миколаївського механічного заводу                                                                                        |                                                                       |                                                                                              |
| Довгаль Володимир Микитович          | Дніпропетровська область  | Комінтернівський                | 132          | Бригадир бурильників шахти «Ювілейна» рудоуправління імені ХХ партз'їзду виробничого об'єднання «Кривбасруда»                                     |                                                                       |                                                                                              |
| Довганич Тетяна Петрівна             | Львівська область         | Бориславський                   | 381          | Крейдувальниця Бориславської швейної фабрики Львівського виробничого швейного об'єднання «Спецодяг»                                               |                                                                       |                                                                                              |
| Довгопола Олена Карпівна             | Кіровоградська область    | Бобринецький                    | 332          | Доярка колгоспу імені Урицького (Компаніївського району)                                                                                          |                                                                       |                                                                                              |
| Довженко Валентина Андріївна         | Дніпропетровська область  | Синельниківський                | 144          | Агроном колгоспу «Комунар» (Синельниківського району)                                                                                             |                                                                       |                                                                                              |
| Дорохін Михайло Костянтинович        | Кримська область          | Сакський                        | 357          | Директор держплемптахозаводу імені М. В. Фрунзе (Сакського району)                                                                                |                                                                       |                                                                                              |
| Драган Галина Степанівна             | Кіровоградська область    | Олександрівський                | 340          | Електрик Капітанівського цукрового заводу Новомиргородського району                                                                               |                                                                       |                                                                                              |
| Драгой Людмила Миколаївна            | Запорізька область        | Приморський                     | 282          | Оператор машинного доїння корів колгоспу «Родина» (Приазовського району)                                                                          |                                                                       |                                                                                              |
| Дубінська Світлана Іванівна          | Київ                      | Гагарінський                    | 7            | Крутильниця Київського виробничого об‘єднання «Хімволокно»                                                                                        |                                                                       |                                                                                              |
| Дудник Микола Леонідович             | Харківська область        | Золочівський                    | 555          | Тракторист радгоспу «Пролетар Харківщини» (Золочівського району)                                                                                  |                                                                       |                                                                                              |
| Дудуц Ольга Георгіївна               | Чернівецька область       | Глибоцький                      | 624          | Доярка колгоспу імені XXII з'їзду КПРС (Глибоцького району)                                                                                       |                                                                       |                                                                                              |
| Євіна Надія Василівна                | Ворошиловградська область | Лисичанський                    | 84           | Оператор Лисичанського нафтопереробного заводу імені 60-річчя СРСР                                                                                |                                                                       |                                                                                              |
| Євтухова Ольга Федорівна             | Ворошиловградська область | Антрацитівський                 | 93           | Майстер машинного доїння корів колгоспу «Росія» (Антрацитівського району)                                                                         |                                                                       |                                                                                              |
| Євтушенко Василь Мусійович           | Ворошиловградська область | Антрацитівський міський         | 77           | 1-й заступник голови Комітету державної безпеки УРСР, генерал-майор                                                                               |                                                                       |                                                                                              |
| Євтушенко Ольга Григорівна           | Дніпропетровська область  | Клочковський                    | 118          | Свердлувальниця Дніпропетровського вагоноремонтного заводу імені С. М. Кірова                                                                     |                                                                       |                                                                                              |
| Євтушенко Світлана Сергіївна         | Ворошиловградська область | Слов'яносербський               | 104          | Секретар Української республіканської ради професійних спілок                                                                                     |                                                                       |                                                                                              |
| Єременко Світлана Вікторівна         | Ворошиловградська область | Рубіжанський                    | 88           | Апаратниця Рубіжанського виробничого об'єднання «Краситель»                                                                                       |                                                                       |                                                                                              |
| Єрмаков Віктор Федорович             | Ровенська область         | Млинівський                     | 486          | Командуючий Центральною групою радянських військ, генерал-полковник                                                                               |                                                                       |                                                                                              |
| Єсипенко Павло Євменович             | Запорізька область        | Куйбишевський                   | 278          | Заступник голови Ради Міністрів УРСР |                                                                       |                                                                                              |
| Жаленко Катерина Марківна            | Кіровоградська область    | Олександрійський                | 341          | Вчителька Павлиської середньої школи імені В. О. Сухомлинського Онуфріївського району                                                             |                                                                       | 1987 повноваження складено                                                                   |
| Жандарова Людмила Миколаївна         | Донецька область          | Костянтинівський                | 188          | Склеювачка скловиробів Костянтинівського заводу «Автоскло»                                                                                        |                                                                       |                                                                                              |
| Жарков Віталій Васильович            | Донецька область          | Шахтарський                     | 221          | Тракторист колгоспу «Донецький» (Шахтарського району)                                                                                             |                                                                       |                                                                                              |
| Желіба Володимир Іванович            | Кіровоградська область    | Новоукраїнський                 | 339          | Голова виконкому Кіровоградської обласної ради |                                                                       |                                                                                              |
| Желудковський Вікентій Олександрович | Кримська область          | Центральний                     | 350          | 1-й секретар Сімферопольського міського комітету КПУ                                                                                              |                                                                       |                                                                                              |
| Жердецький Володимир Іванович        | Вінницька область         | Тиврівський                     | 53           | Ливарник Сутиського заводу «Автоелектроапаратура» (Тиврівського району)                                                                           |                                                                       |                                                                                              |
| Жибров Володимир Іванович            | Волинська область         | Ковельський                     | 66           | 2-й секретар Волинського обласного комітету КПУ                                                                                                   |                                                                       |                                                                                              |
| Жмурко Віктор Андрійович             | Донецька область          | Слов'янський-Центральний        | 203          | Генеральний директор виробничого енергетичного об'єднання «Донбасенерго»                                                                          |                                                                       |                                                                                              |
| Жукова Алла Іванівна                 | Кримська область          | Роздольненський                 | 368          | Рисівник радгоспу «Рисовий» (Роздольненського району)                                                                                             |                                                                       |                                                                                              |
| Журавель Василь Євгенович            | Одеська область           | Білгород-Дністровський          | 435          | Комбайнер колгоспу імені XXI з'їзду КПРС (Білгород-Дністровського району)                                                                         |                                                                       |                                                                                              |
| Журавльов Володимир Петрович         | Донецька область          | Новоазовський                   | 218          | Голова колгоспу «Победа» (Новоазовського району)                                                                                                  |                                                                       |                                                                                              |
| Заверчук Емілія Іванівна             | Львівська область         | Буський                         | 387          | Оператор по відгодівлі великої рогатої худоби колгоспу імені 50-річчя Великого Жовтня (Буського району)                                           |                                                                       |                                                                                              |
| Загородній Григорій Дмитрович        | Львівська область         | Артемівський                    | 373          | Міністр харчової промисловості УРСР |                                                                       |                                                                                              |
| Загороднюк Майя Олександрівна        | Київська область          | Ірпінський                      | 306          | Завідувачка клінічно-діагностичної лабораторії Ірпінської центральної міської лікарні                                                             |                                                                       |                                                                                              |
| Загорулько Ілля Іванович             | Ровенська область         | Рокитнівський                   | 489          | 2-й секретар Ровенського обласного комітету КПУ                                                                                                   |                                                                       |                                                                                              |
| Задоя Микола Кузьмич                 | Дніпропетровська область  | Гірницький                      | 128          | 2-й секретар Дніпропетровського обласного комітету КПУ                                                                                            |                                                                       | 1989 повноваження складено                                                                   |
| Зайчук Володимир Гнатович            | Дніпропетровська область  | Залізничний                     | 114          | Міністр юстиції УРСР |                                                                       |                                                                                              |
| Залудяк Микола Іванович              | Полтавська область        | Кременчуцький-Центральний       | 461          | 1-й секретар Кременчуцького міського комітету КПУ                                                                                                 |                                                                       |                                                                                              |
| Запорожець Іван Іванович             | Ворошиловградська область | Новопсковський                  | 100          | Голова колгоспу імені Енгельса (Новопсковського району)                                                                                           |                                                                       |                                                                                              |
| Зверєв Рід Петрович                  | Ворошиловградська область | Станично-Луганський             | 105          | 2-й секретар Ворошиловградського обласного комітету КПУ                                                                                           |                                                                       |                                                                                              |
| Зікун Валентина Григорівна           | Запорізька область        | Пологівський                    | 281          | Доярка колгоспу «40-річчя Жовтня» (Пологівського району)                                                                                          |                                                                       |                                                                                              |
| Зінченко Галина Миколаївна           | Чернігівська область      | Ічнянський                      | 641          | Завідувачка дільниці тваринництва колгоспу імені Калініна (Ічнянського району)                                                                    |                                                                       |                                                                                              |
| Зінченко Людмила Сергіївна           | Харківська область        | Московський                     | 535          | Електромонтажниця-схемниця Харківського електромеханічного заводу                                                                                 |                                                                       |                                                                                              |
| Зіньковський Віктор Олексійович      | Ворошиловградська область | Сєверодонецький                 | 90           | Оператор Сєверодонецького виробничого об'єднання «Азот»                                                                                           |                                                                       |                                                                                              |
| Злобін Валерій Пилипович             | Київ                      | Чубарівський                    | 29           | Генеральний директор виробничого об‘єднання «Київтрактородеталь»                                                                                  |                                                                       |                                                                                              |
| Злобін Геннадій Карпович             | Харківська область        | Готвальдовський                 | 553          | Голова Державного комітету УРСР у справах будівництва                                                                                             |                                                                       |                                                                                              |
| Зноба Валентин Іванович              | Київ                      | Русанівський                    | 25           | Голова правління Київської організації Спілки художників України, художник-скульптор                                                              |                                                                       |                                                                                              |
| Зоненко Андрій Тимофійович           | Кримська область          | Судацький                       | 370          | Редактор газети «Правда Украины» |                                                                       |                                                                                              |
| Зубков Сергій Євгенович              | Донецька область          | Юнокомунарівський               | 180          | Вибійник шахти «Полтавська» виробничого об'єднання «Орджонікідзевугілля»                                                                          |                                                                       |                                                                                              |
| Іваненко Борис Васильович            | Тернопільська область     | Бучацький                       | 514          | Завідувач відділу культури ЦК КПУ |                                                                       |                                                                                              |
| Іваниця Ірина Анатоліївна            | Полтавська область        | Зіньківський                    | 467          | Оператор по відгодівлі великої рогатої худоби колгоспу імені Ілліча (Шишацького району)                                                           |                                                                       |                                                                                              |
| Іваніщенко Лука Олексійович          | Черкаська область         | Чорнобаївський                  | 618          | Голова колгоспу «Радянська Україна» (Чорнобаївського району)                                                                                      |                                                                       |                                                                                              |
| Ігнат Марія Захарівна                | Одеська область           | Ренійський                      | 448          | Бригадир овочівницької бригади радгоспу «Озерний» (Ізмаїльського району)                                                                          |                                                                       |                                                                                              |
| Ігнатенко Ольга Іванівна             | Київська область          | Іванківський                    | 315          | Майстер машинного доїння корів колгоспу імені 40-річчя Жовтня (Поліського району)                                                                 |                                                                       |                                                                                              |
| Ігнатов Володимир Григорович         | Донецька область          | Абакумовський                   | 157          | 1-й секретар Донецького міського комітету КПУ |                                                                       |                                                                                              |
| Ізотова Зоя Павлівна                 | Донецька область          | Дебальцівський                  | 175          | Старший оглядач вагонів вагонного депо Дебальцеве Донецької залізниці                                                                             |                                                                       |                                                                                              |
| Ільїн Віктор Іванович                | Миколаївська область      | Снігурівський                   | 421          | Голова виконкому Миколаївської обласної ради |                                                                       |                                                                                              |
| Ісаханов Ігор Миколайович            | Київ                      | Березняківський                 | 3            | Генеральний директор Київського виробничого об'єднання «Завод „Арсенал“»                                                                          |                                                                       |                                                                                              |
| Кадацький Євген Михайлович           | Херсонська область        | Комсомольський                  | 566          | Голова Державного комітету УРСР по професійно-технічній освіті                                                                                    |                                                                       |                                                                                              |
| Казаков Анатолій Володимирович       | Ворошиловградська область | Артемівський                    | 72           | Фрезерувальник Ворошиловградського машинобудівного заводу імені Пархоменка                                                                        |                                                                       |                                                                                              |
| Казьмир Лідія Григорівна             | Миколаївська область      | Очаківський                     | 419          | Робітниця виноградарської бригади радгоспу-заводу «Лиманський» (Очаківського району)                                                              |                                                                       |                                                                                              |
| Каїка Валентина Михайлівна           | Чернігівська область      | Прилуцький міський              | 637          | Комплектувальниця Прилуцької панчішної фабрики імені 8 Березня                                                                                    |                                                                       |                                                                                              |
| Калантай Іван Федорович              | Харківська область        | Первомайський                   | 561          | 1-й секретар Первомайського районного комітету КПУ                                                                                                |                                                                       |                                                                                              |
| Калініна Олена Андріївна             | Запорізька область        | Бердянський-Центральний         | 270          | Лікар-окуліст Бердянської дитячої лікарні |                                                                       |                                                                                              |
| Калініченко Ілля Якович              | Волинська область         | Камінь-Каширський               | 64           | Начальник військ Західного прикордонного округу КДБ УРСР, генерал-лейтенант                                                                       |                                                                       |                                                                                              |
| Каліш Віталій Миколайович            | Запорізька область        | Заводський                      | 261          | Сталевар Запорізького електрометалургійного заводу «Дніпроспецсталь» імені А. М. Кузьміна                                                         |                                                                       |                                                                                              |
| Калюжа Домнікія Федорівна            | Ворошиловградська область | Кам'янобрідський                | 76           | Ткаля Ворошиловградського тонкосуконного комбінату                                                                                                |                                                                       |                                                                                              |
| Кальницький Іван Сергійович          | Вінницька область         | Тульчинський                    | 55           | Голова колгоспу імені XXV з'їзду КПРС (Тульчинського району)                                                                                      |                                                                       |                                                                                              |
| Капленко Любов Кузьмівна             | Харківська область        | Великобурлуцький                | 551          | Бригадир овочівницької бригади колгоспу імені Леніна (Великобурлуцького району)                                                                   |                                                                       |                                                                                              |
| Капто Олександр Семенович            | Донецька область          | Ленінський                      | 156          | Секретар ЦК КПУ |                                                                       |                                                                                              |
| Карван Світлана Валентинівна         | Хмельницька область       | Жовтневий                       | 580          | Слюсар-складальник Хмельницького заводу трансформаторних підстанцій імені 50-річчя СРСР                                                           |                                                                       |                                                                                              |
| Касьяненко Олег Якович               | Кримська область          | Сімферопольський                | 369          | Міністр легкої промисловості УРСР |                                                                       | 1987 повноваження складено                                                                   |
| Катречко Тетяна Олексіївна           | Одеська область           | Тарутинський                    | 451          | Бригадир виноградарської бригади радгоспу «Янтарний» (Тарутинського району)                                                                       |                                                                       |                                                                                              |
| Качаловський Євген Вікторович        | Кіровоградська область    | Індустріальний                  | 327          | 1-й заступник голови Ради Міністрів УРСР |                                                                       |                                                                                              |
| Качановська Валентина Миколаївна     | Хмельницька область       | Славутський                     | 584          | Швачка-мотористка Славутської швейної фабрики |                                                                       |                                                                                              |
| Качура Борис Васильович              | Харківська область        | Чугуївський                     | 547          | Секретар ЦК КПУ |                                                                       |                                                                                              |
| Кащеєва Раїса Олексіївна             | Кіровоградська область    | Кіровський                      | 328          | Радіомонтажниця Кіровоградського заводу радіовиробів імені XXVI з'їзду КПРС                                                                       |                                                                       |                                                                                              |
| Кизима Василь Трохимович             | Київська область          | Чорнобильський                  | 324          | Начальник управління будівництва Чорнобильської атомної станції                                                                                   |                                                                       |                                                                                              |
| Кирей Михайло Ілліч                  | Львівська область         | Самбірський                     | 399          | Голова виконкому Львівської обласної ради |                                                                       |                                                                                              |
| Кирилова Світлана Кирилівна          | Київ                      | Радянський                      | 24           | Директор Київського філіалу Центрального музею В. І. Леніна                                                                                       |                                                                       |                                                                                              |
| Кирилюк Василь Костянтинович         | Хмельницька область       | Шепетівський                    | 585          | Начальник штабу-заступник начальника Цивільної оборони УРСР, генерал-полковник                                                                    |                                                                       |                                                                                              |
| Кирюшин Володимир Андрійович         | Донецька область          | Володарський                    | 214          | Помічник 1-го секретаря ЦК КПУ |                                                                       |                                                                                              |
| Кисіль Ігор Олексійович              | Дніпропетровська область  | Петровський                     | 121          | Розливальник сталі Дніпропетровського металургійного заводу імені Г.Петровського                                                                  |                                                                       |                                                                                              |
| Кислиця Володимир Анатолійович       | Кримська область          | Ленінський                      | 366          | Тесляр-бетонник будівельного управління № 4 Всесоюзного об'єднання «Союзенергожитлобуд»                                                           |                                                                       |                                                                                              |
| Кібець Леонід Федорович              | Кіровоградська область    | Кіровоградський                 | 336          | 2-й секретар Кіровоградського обласного комітету КПУ                                                                                              |                                                                       |                                                                                              |
| Кіріяк Катерина Йосипівна            | Полтавська область        | Пирятинський                    | 472          | Майстер машинного доїння корів колгоспу імені Чапаєва (Гребінківського району)                                                                    |                                                                       |                                                                                              |
| Кірова Людмила Сергіївна             | Хмельницька область       | Кам'янець-Подільський міський   | 583          | Бригадир слюсарів-складальників Кам'янець-Подільського електромеханічного заводу                                                                  |                                                                       |                                                                                              |
| Кічмаренко Марія Степанівна          | Вінницька область         | Вінницький-Староміський         | 36           | Заступник директора по навчально-виховній роботі Вінницької середньої школи № 22                                                                  |                                                                       |                                                                                              |
| Клименко Євген Іванович              | Київська область          | Києво-Святошинський             | 317          | Бригадир регулювальників апаратури Боярського машинобудівного заводу «Іскра»                                                                      |                                                                       |                                                                                              |
| Кляп Антон Михайлович                | Закарпатська область      | Хустський                       | 257          | Тракторист колгоспу «Карпати» (Хустського району)                                                                                                 |                                                                       |                                                                                              |
| Книш Лідія Дмитрівна                 | Дніпропетровська область  | Тернівський                     | 135          | Оператор пульта управління Північного гірничо-збагачувального комбінату імені Комсомолу України                                                   |                                                                       |                                                                                              |
| Книш Надія Федорівна                 | Сумська область           | Середино-Будський               | 507          | Трактористка колгоспу «Більшовик» (Шосткинського району)                                                                                          |                                                                       |                                                                                              |
| Книш Павло Іванович                  | Дніпропетровська область  | Павлоградський                  | 151          | Голова колгоспу «Прогрес» (Павлоградського району)                                                                                                |                                                                       |                                                                                              |
| Коба Ганна Власівна                  | Донецька область          | Горлівський-Калінінський        | 171          | Апаратниця Горлівського виробничого об'єднання «Стирол» імені Серго Орджонікідзе                                                                  |                                                                       |                                                                                              |
| Коваленко Анатолій Дмитрович         | Полтавська область        | Решетилівський                  | 474          | Завідувач відділу сільського господарства і харчової промисловості ЦК КПУ                                                                         |                                                                       | 1987 повноваження складено                                                                   |
| Коваленко Микола Степанович          | Херсонська область        | Генічеський                     | 574          | Член Військової ради — начальник Політуправління Центральної групи військ, генерал-лейтенант                                                      |                                                                       |                                                                                              |
| Ковалик Ганна Миколаївна             | Херсонська область        | Нововоронцовський               | 576          | Завідувачка молочнотоварної ферми колгоспу «Україна» (Нововоронцовського району)                                                                  |                                                                       |                                                                                              |
| Ковальчук Ганна Миколаївна           | Ровенська область         | Гощанський                      | 482          | Ланкова по вирощуванню цукрових буряків колгоспу «Перше травня» (Корецького району)                                                               |                                                                       |                                                                                              |
| Ковальчук Микола Пилипович           | Київська область          | Богуславський                   | 311          | Вчитель Синявської середньої школи Рокитнянського району                                                                                          |                                                                       |                                                                                              |
| Ковінько Анатолій Іванович           | Полтавська область        | Октябрський                     | 457          | 2-й секретар Полтавського обласного комітету КПУ                                                                                                  |                                                                       |                                                                                              |
| Кожушко Марія Степанівна             | Кримська область          | Джанкойський                    | 363          | Бригадир-овочівник колгоспу «Заповіт Леніна» (Джанкойського району)                                                                               |                                                                       |                                                                                              |
| Кожушко Олександр Михайлович         | Донецька область          | Ясинуватський міський           | 209          | Начальник Донецької залізниці |                                                                       |                                                                                              |
| Козар Марія Юріївна                  | Закарпатська область      | Мукачівський                    | 250          | Бригадир польової бригади колгоспу імені Леніна (с. Великі Лучки Мукачівського району)                                                            |                                                                       |                                                                                              |
| Козаряд Ірина Василівна              | Кримська область          | Керченський                     | 354          | Старша емалювальниця Керченського металургійного заводу імені Войкова                                                                             |                                                                       |                                                                                              |
| Козерук Василь Петрович              | Харківська область        | Дергачівський                   | 554          | Міністр фінансів УРСР |                                                                       | 1987 повноваження складено                                                                   |
| Колегаєв Олександр Іванович          | Ровенська область         | Володимирецький                 | 481          | Старший оператор Ровенської атомної станції імені 60-річчя СРСР                                                                                   |                                                                       |                                                                                              |
| Колісник Олена Петрівна              | Дніпропетровська область  | Покровський                     | 153          | Бригадир жіночої тракторної бригади колгоспу «Родина» (Покровського району)                                                                       |                                                                       |                                                                                              |
| Коломієць Юрій Панасович             | Житомирська область       | Новоград-Волинський             | 228          | 1-й заступник голови Ради Міністрів УРСР |                                                                       |                                                                                              |
| Коломоєць Юрій Миронович             | Донецька область          | Старобешівський                 | 220          | 1-й секретар Старобешівського районного комітету КПУ                                                                                              |                                                                       |                                                                                              |
| Кондратьєва Любов Кіндратівна        | Київ                      | Дніпровський                    | 10           | Ткаля Дарницького шовкового комбінату імені 60-річчя Великої Жовтневої соціалістичної революції                                                   |                                                                       |                                                                                              |
| Кононенко Леонід Олексійович         | Київ                      | Артемівський                    | 2            | Слюсар механоскладальних робіт Київського виробничого об'єднання імені Артема                                                                     |                                                                       |                                                                                              |
| Копанєв Микола Петрович              | Дніпропетровська область  | Західно-Донбаський              | 142          | Машиніст гірничих виймальних машин шахти «Самарська» виробничого об'єднання «Павлоградвугілля»                                                    |                                                                       |                                                                                              |
| Корнієнко Павло Панасович            | Сумська область           | Ковпаківський                   | 494          | Бригадир комплексної бригади котельників Сумського машинобудівного виробничого об'єднання імені М. В. Фрунзе                                      |                                                                       |                                                                                              |
| Корнійчук Галина Павлівна            | Івано-Франківська область | Верховинський                   | 289          | Завідувачка терапевтичного відділення Яремчанської міської лікарні                                                                                |                                                                       |                                                                                              |
| Коротенко Катерина Антонівна         | Київська область          | Броварський                     | 313          | Оператор машинного доїння корів радгоспу «Плосківський» (Броварського району)                                                                     |                                                                       |                                                                                              |
| Коротич Віталій Олексійович          | Київ                      | Корольовський                   | 15           | Письменник, головний редактор журналу «Всесвіт»                                                                                                   |                                                                       |                                                                                              |
| Коротченко Олександр Дем'янович      | Закарпатська область      | Перечинський                    | 251          | Голова Центрального комітету ДТСААФ УРСР, генерал-полковник авіації                                                                               |                                                                       |                                                                                              |
| Костенко Володимир Іванович          | Донецька область          | Ждановський                     | 181          | Водій тролейбуса Ждановського трамвайно-тролейбусного управління                                                                                  |                                                                       |                                                                                              |
| Костін Іван Дмитрович                | Миколаївська область      | Комсомольський                  | 408          | 1-й заступник завідувача відділу оборонної промисловості ЦК КПУ                                                                                   |                                                                       |                                                                                              |
| Костогриз Валентина Семенівна        | Дніпропетровська область  | Жовтневий                       | 113          | Бригадир штукатурів тресту «Дніпробудмеханізація»                                                                                                 |                                                                       |                                                                                              |
| Кострецький Броніслав Олександрович  | Донецька область          | Будьоннівський                  | 158          | Машиніст гірничих виймальних машин шахтоуправління імені газети «Социалистический Донбасс» виробничого об'єднання «Донецьквугілля»                |                                                                       |                                                                                              |
| Костюк Платон Григорович             | Київ                      | Оболонський                     | 20           | Директор Інституту фізіології імені О. О. Богомольця Академії наук УРСР                                                                           |                                                                       |                                                                                              |
| Косяченко Ганна Яківна               | Київська область          | Яготинський                     | 325          | Ланкова колгоспу «Заповіт Леніна» (Яготинського району)                                                                                           |                                                                       |                                                                                              |
| Котко Майя Іванівна                  | Ровенська область         | Березнівський                   | 480          | Вчителька Березнівської середньої школи № 2 |                                                                       |                                                                                              |
| Кофанов Олександр Єгорович           | Кримська область          | Нижньогірський                  | 367          | Тракторист колгоспу «Пам'ять Ілліча» (Нижньогірського району)                                                                                     |                                                                       |                                                                                              |
| Коцюруба Марія Іванівна              | Вінницька область         | Іллінецький                     | 44           | Доярка бурякорадгоспу Кам'яногірського цукрового комбінату (Іллінецького району)                                                                  |                                                                       |                                                                                              |
| Кравець Володимир Олексійович        | Харківська область        | Богодухівський                  | 550          | Міністр закордонних справ УРСР |                                                                       |                                                                                              |
| Кравець Марія Василівна              | Київська область          | Вишгородський                   | 314          | Бригадир електрозварників Вишгородського заводу залізобетонних виробів тресту «Південатоменергобуд»                                               |                                                                       |                                                                                              |
| Кравчук Леонід Макарович             | Київська область          | Таращанський                    | 322          | Завідувач відділу пропаганди і агітації ЦК КПУ |                                                                       |                                                                                              |
| Крамінська Світлана Михайлівна       | Харківська область        | Шевченківський                  | 564          | Голова виконкому Шевченківської районної ради |                                                                       |                                                                                              |
| Красношапка Юрій Олексійович         | Київська область          | Білоцерківський-Заводський      | 301          | 1-й секретар Білоцерківського міського комітету КПУ                                                                                               |                                                                       |                                                                                              |
| Крекотень Микола Іванович            | Севастополь               | Нахімовський                    | 345          | Складальник корпусів металевих суден виробничого об'єднання «Севастопольський морський завод імені Серго Орджонікідзе»                            |                                                                       |                                                                                              |
| Кривенко Іван Федорович              | Черкаська область         | Чигиринський                    | 617          | Водій автомобіля колгоспу імені Богдана Хмельницького (Чигиринського району)                                                                      |                                                                       |                                                                                              |
| Кривотульська Євгенія Євгенівна      | Чернівецька область       | Садгірський                     | 622          | Складальниця шпону Чернівецької меблевої фабрики імені 50-річчя СРСР                                                                              |                                                                       |                                                                                              |
| Крючков Василь Дмитрович             | Дніпропетровська область  | Красногвардійський              | 119          | Секретар ЦК КПУ |                                                                       |                                                                                              |
| Крючков Георгій Корнійович           | Запорізька область        | Мелітопольський-Індустріальний  | 272          | Завідувач відділу організаційно-партійної роботи ЦК КПУ                                                                                           |                                                                       |                                                                                              |
| Кузик Григорій Йосипович             | Вінницька область         | Бершадський                     | 41           | Голова колгоспу імені ХХІІ з'їзду КПРС (Бершадського району)                                                                                      |                                                                       |                                                                                              |
| Кузнєцов Віктор Васильович           | Київська область          | Броварський міський             | 334          | Бригадир пічових Броварського заводу порошкової металургії імені 60-річчя Радянської України                                                      |                                                                       |                                                                                              |
| Кузьо Ганна-Олена Григорівна         | Львівська область         | Шевченківський                  | 380          | Машиніст загортальних машин Львівського виробничого об'єднання кондитерської промисловості «Світоч»                                               |                                                                       |                                                                                              |
| Кулініч Микола Федорович             | Вінницька область         | Барський                        | 40           | Заступник голови Ради Міністрів УРСР |                                                                       |                                                                                              |
| Кунда Євген Васильович               | Донецька область          | Горлівський                     | 170          | Завідувач відділу будівництва і міського господарства ЦК КПУ                                                                                      |                                                                       |                                                                                              |
| Купянська Тетяна Миколаївна          | Донецька область          | Дружківський                    | 178          | Токар Дружківського заводу металевих виробів |                                                                       |                                                                                              |
| Курдельчук Людмила Василівна         | Кримська область          | Алуштинський                    | 351          | Дріжджівник Алуштинського хлібокомбінату Кримського виробничого об'єднання харчової промисловості                                                 |                                                                       |                                                                                              |
| Кустра Петро Васильович              | Тернопільська область     | Ленінський                      | 510          | Слюсар-інструментальник Тернопільського виробничого об'єднання «Ватра» імені 60-річчя Радянської України                                          |                                                                       |                                                                                              |
| Кутєпова Віра Дмитрівна              | Миколаївська область      | Новобузький                     | 418          | Трактористка колгоспу «Шлях до комунізму» (Казанківського району)                                                                                 |                                                                       |                                                                                              |
| Куцевол Василь Степанович            | Львівська область         | Дрогобицький                    | 389          | Голова Комітету народного контролю УРСР |                                                                       |                                                                                              |
| Кучер Микола Павлович                | Дніпропетровська область  | Іллічівський                    | 130          | Прохідник шахти № 1 імені Артема шахтопрохідницького управління № 1 комбінату «Кривбасшахтопроходка»                                              |                                                                       |                                                                                              |
| Кучеренко Віктор Григорович          | Донецька область          | Ждановський-Заводський          | 183          | 2-й секретар Донецького обласного комітету КПУ |                                                                       | 1989 повноваження складено                                                                   |
| Кучеренко Людмила Юріївна            | Одеська область           | Біляївський                     | 443          | Завідувачка молочнотоварної ферми колгоспу імені Котовського (Біляївського району)                                                                |                                                                       |                                                                                              |
| Кушнеренко Михайло Михайлович        | Херсонська область        | Великолепетиський               | 573          | Голова виконкому Херсонської обласної ради |                                                                       |                                                                                              |
| Кушнір Валентина Іванівна            | Вінницька область         | Замостянський                   | 33           | Слюсар-складальник Вінницького заводу тракторних агрегатів імені XXV з'їзду КПРС                                                                  |                                                                       |                                                                                              |
| Лавриненко Сергій Микитович          | Харківська область        | Червонозаводський               | 542          | Наладчик Харківського механічного заводу |                                                                       |                                                                                              |
| Лаврухін Микола Васильович           | Київ                      | Шевченківський                  | 30           | 1-й заступник голови виконкому Київської міської ради                                                                                             |                                                                       |                                                                                              |
| Лада Ганна Яківна                    | Сумська область           | Роменський                      | 506          | Головний агроном колгоспу «Комуніст» (Роменського району)                                                                                         |                                                                       |                                                                                              |
| Ладика Катерина Павлівна             | Кіровоградська область    | Голованівський                  | 334          | Телятниця радгоспу Перегонівського цукрового комбінату (Голованівського району)                                                                   |                                                                       |                                                                                              |
| Лазарєва Юлія Олексіївна             | Запорізька область        | Ленінський                      | 258          | Електромонтажниця головного підприємства Запорізького виробничого об'єднання «Перетворювач»                                                       |                                                                       |                                                                                              |
| Лебідь Надія Дмитрівна               | Ворошиловградська область | Новоайдарський                  | 99           | Майстер машинного доїння корів колгоспу імені Жданова (Новоайдарського району)                                                                    |                                                                       |                                                                                              |
| Левчишин Борис Олексійович           | Волинська область         | Маневицький                     | 69           | Голова колгоспу імені Леніна (Маневицького району)                                                                                                |                                                                       |                                                                                              |
| Левчук Тимофій Васильович            | Львівська область         | Сколівський                     | 400          | 1-й секретар правління Спілки кінематографістів УРСР, режисер Київської кіностудії художніх фільмів імені О. Довженка                             |                                                                       |                                                                                              |
| Леліков Юрій Михайлович              | Дніпропетровська область  | Нікопольський                   | 138          | Старший плавильник Нікопольського заводу феросплавів                                                                                              |                                                                       |                                                                                              |
| Ленчинський Віктор Петрович          | Чернівецька область       | Сторожинецький                  | 630          | Голова виконкому Чернівецької обласної ради |                                                                       |                                                                                              |
| Лєсна Марія Іванівна                 | Донецька область          | Ждановський-Жовтневий           | 182          | Тістовод хлібозаводу № 3 Ждановського хлібокомбінату                                                                                              |                                                                       |                                                                                              |
| Лисай Галина Броніславівна           | Тернопільська область     | Центральний                     | 511          | Шліфувальниця виробничого об'єднання «Тернопільський комбайновий завод імені XXV з'їзду КПРС»                                                     |                                                                       |                                                                                              |
| Лисак Надія Петрівна                 | Вінницька область         | Жмеринський                     | 37           | Маляр Жмеринської дистанції цивільних споруд Південно-Західної залізниці                                                                          |                                                                       |                                                                                              |
| Лисенко В'ячеслав Григорович         | Хмельницька область       | Новоушицький                    | 595          | Начальник Головного управління по садівництву, виноградарству і виноробній промисловості УРСР                                                     |                                                                       |                                                                                              |
| Лисицин Віктор Опанасович            | Київська область          | Бориспільський                  | 303          | Міністр плодоовочевого господарства УРСР |                                                                       |                                                                                              |
| Литвиненко Сергій Васильович         | Закарпатська область      | Міжгірський                     | 289          | Голова правління Укоопспілки |                                                                       |                                                                                              |
| Лихвонін Рудольф Миколайович         | Севастополь               | Севастопольський                | 346          | Член Військової ради — начальник Політуправління Чорноморського флоту, віце-адмірал                                                               |                                                                       |                                                                                              |
| Лісничий Григорій Омелянович         | Ворошиловградська область | Теплогірський                   | 92           | Начальник Головного управління по нафтопереробній і нафтохімічній промисловості УРСР                                                              |                                                                       |                                                                                              |
| Лічман Володимир Павлович            | Вінницька область         | Погребищенський                 | 51           | Тракторист колгоспу імені 40-річчя Жовтня (Оратівського району)                                                                                   |                                                                       |                                                                                              |
| Ломакіна Світлана Михайлівна         | Одеська область           | Іллічівський                    | 437          | Токар-револьверник Іллічівського заводу «Квант»                                                                                                   |                                                                       |                                                                                              |
| Луговська Валентина Іванівна         | Чернігівська область      | Щорський                        | 650          | Сортувальниця волокна Городнянського льонозаводу                                                                                                  |                                                                       |                                                                                              |
| Лукінов Іван Іларіонович             | Житомирська область       | Житомирський                    | 234          | Віце-президент Академії наук УРСР, директор Інституту економіки АН УРСР                                                                           |                                                                       |                                                                                              |
| Лук'яненко Олександра Михайлівна     | Вінницька область         | Шаргородський                   | 56           | Міністр соціального забезпечення УРСР |                                                                       |                                                                                              |
| Лук'янова Антоніна Олексіївна        | Харківська область        | Харківський                     | 563          | Бригадир овочівницької бригади радгоспу імені Калініна (Харківського району)                                                                      |                                                                       |                                                                                              |
| Лутовинов Володимир Васильович       | Київ                      | Дарницький                      | 8            | Бригадир регулювальників радіоапаратури виробничого об'єднання «Київський радіозавод»                                                             |                                                                       |                                                                                              |
| Лучанінова Тетяна Павлівна           | Сумська область           | Шосткинський                    | 499          | Апаратниця Шосткинського виробничого об'єднання «Свема» імені 50-річчя СРСР                                                                       |                                                                       |                                                                                              |
| Лучкіна Любов Миколаївна             | Кримська область          | Кіровський                      | 364          | Бригадир садівничої бригади радгоспу-заводу «Золоте поле» (Кіровського району)                                                                    |                                                                       |                                                                                              |
| Лушпа Михайло Панасович              | Сумська область           | Ленінський                      | 492          | 1-й секретар Сумського міського комітету КПУ |                                                                       |                                                                                              |
| Ляшко Олександр Павлович             | Київська область          | Білоцерківський-Центральний     | 302          | Голова Ради Міністрів УРСР |                                                                       |                                                                                              |
| Мадудов Микола Григорович            | Дніпропетровська область  | Центрально-Міський              | 136          | Командуючий 6-ю гвардійською танковою армією, генерал-лейтенант                                                                                   |                                                                       |                                                                                              |
| Мазуркова Марія Ізмаїлівна           | Хмельницька область       | Летичівський                    | 594          | Завідувачка птахоферми колгоспу «Україна» (Летичівського району)                                                                                  |                                                                       |                                                                                              |
| Майданюк Олена Іванівна              | Житомирська область       | Коростишівський                 | 236          | Механізатор колгоспу «За комунізм» (Коростишівського району)                                                                                      |                                                                       | 26 січня 1988 померла                                                                        |
| Макарова Галина Михайлівна           | Севастополь               | Гагарінський                    | 343          | Монтажниця апаратури Севастопольських майстерень                                                                                                  |                                                                       |                                                                                              |
| Макєєв Сергій Іванович               | Харківська область        | Дзержинський                    | 588          | Лікар Харківської міської лікарні швидкої і невідкладної медичної допомоги імені професора О. І. Мєщанінова                                       |                                                                       |                                                                                              |
| Макієнко Володимир Іванович          | Чернігівська область      | Ніжинський міський              | 63           | Бригадир слюсарів Ніжинського заводу «Ніжинсільмаш» імені 60-річчя Великої Жовтневої соціалістичної революції                                     |                                                                       |                                                                                              |
| Максименко Надія Трифонівна          | Кіровоградська область    | Маловисківський                 | 337          | Доярка колгоспу «Перше травня» (Маловисківського району)                                                                                          |                                                                       |                                                                                              |
| Макунін Анатолій Іванович            | Запорізька область        | Оріхівський                     | 280          | Член Військової ради — начальник Політуправління Південної групи військ, генерал-майор                                                            |                                                                       |                                                                                              |
| Малий Михайло Олександрович          | Миколаївська область      | Заводський                      | 407          | Бригадир комплексної бригади верстатників Чорноморського суднобудівного заводу (м. Миколаїв)                                                      |                                                                       |                                                                                              |
| Маликов Віктор Васильович            | Кримська область          | Красногвардійський              | 365          | Тракторист колгоспу імені Жовтневої революції (Красногвардійського району)                                                                        |                                                                       |                                                                                              |
| Маліка Тетяна Олексіївна             | Полтавська область        | Кременчуцький                   | 470          | Машиніст електромостового крану Полтавського гірничо-збагачувального комбінату імені 50-річчя СРСР (м. Комсомольськ)                              |                                                                       |                                                                                              |
| Маломуж Володимир Григорович         | Київська область          | Васильківський                  | 305          | 2-й секретар Київського обласного комітету КПУ |                                                                       |                                                                                              |
| Малтабар Наталія Григорівна          | Донецька область          | Харцизький                      | 206          | Електрозварниця Харцизького трубного заводу |                                                                       |                                                                                              |
| Мальованик Михайло Михайлович        | Закарпатська область      | Тячівський                      | 255          | Голова виконкому Закарпатської обласної ради |                                                                       |                                                                                              |
| Манєкін Іван Федорович               | Донецька область          | Київський                       | 163          | Машиніст гірничих виймальних машин шахти імені О. Ф. Засядька виробничого об'єднання «Донецьквугілля»                                             |                                                                       |                                                                                              |
| Манойло Микола Федорович             | Харківська область        | Люботинський                    | 558          | Соліст опери Харківського державного академічного театру опери і балету імені М. В. Лисенка                                                       |                                                                       |                                                                                              |
| Марковська Лідія Захарівна           | Хмельницька область       | Волочиський                     | 587          | Ланкова колгоспу імені Дзержинського (Волочиського району)                                                                                        |                                                                       |                                                                                              |
| Мартинюк Станіслав Михайлович        | Київ                      | Тимошенківський                 | 26           | 2-й секретар Київського міського комітету КПУ |                                                                       |                                                                                              |
| Марусенко Віталій Микитович          | Кримська область          | Орджонікідзевський              | 355          | 1-й секретар Керченського міського комітету КПУ                                                                                                   |                                                                       |                                                                                              |
| Масельський Олександр Степанович     | Харківська область        | Балаклійський                   | 548          | Голова виконкому Харківської обласної ради |                                                                       |                                                                                              |
| Масик Костянтин Іванович             | Кримська область          | Київський                       | 348          | Заступник голови Ради Міністрів УРСР |                                                                       |                                                                                              |
| Масленикова Ольга Купріянівна        | Харківська область        | Ленінський                      | 525          | Розкрійниця Харківської швейної фабрики імені Тинякова                                                                                            |                                                                       |                                                                                              |
| Масол Віталій Андрійович             | Івано-Франківська область | Коломийський                    | 293          | Заступник голови Ради Міністрів УРСР, голова Держплану УРСР                                                                                       |                                                                       |                                                                                              |
| Матвійчук Петро Павлович             | Київ                      | Щербаковський                   | 31           | Бригадир фрезерувальників Київського верстатобудівного виробничого об'єднання імені О.Горького                                                    |                                                                       |                                                                                              |
| Мацегора Євген Олександрович         | Донецька область          | Новокраматорський               | 191          | Генеральний директор виробничого об'єднання «Новокраматорський машинобудівний завод»                                                              |                                                                       |                                                                                              |
| Медовар Борис Ізраїльович            | Київ                      | Московський                     | 19           | Завідувач відділу Інституту електрозварювання імені Є. О. Патона Академії наук УРСР                                                               |                                                                       |                                                                                              |
| Мельников Олександр Тихонович        | Херсонська область        | Дніпровський                    | 565          | 2-й секретар Херсонського обласного комітету КПУ                                                                                                  |                                                                       |                                                                                              |
| Мельничук Феодосій Дмитрович         | Тернопільська область     | Кременецький                    | 519          | Начальник механізованого загону колгоспу «40-річчя Жовтня» (Кременецького району)                                                                 |                                                                       |                                                                                              |
| Мерзленко Альберт Васильович         | Ворошиловградська область | Біловодський                    | 94           | Голова виконкому Ворошиловградської обласної ради                                                                                                 |                                                                       |                                                                                              |
| Меркулов Анатолій Всеволодович       | Закарпатська область      | Іршавський                      | 248          | Завідувач відділу зарубіжних зв'язків ЦК КПУ |                                                                       |                                                                                              |
| Миколенко Любов Володимирівна        | Черкаська область         | Городищенський                  | 606          | Помічник апаратника Городищенського цукрорафінадного комбінату імені XXV з'їзду КПРС                                                              |                                                                       |                                                                                              |
| Миргородський Олександр Андрійович   | Ворошиловградська область | Попаснянський                   | 102          | Машиніст тепловоза локомотивного депо Попасна Донецької залізниці                                                                                 |                                                                       |                                                                                              |
| Мироненко Віктор Іванович            | Дніпропетровська область  | Нижньодніпровський              | 120          | 1-й секретар ЦК ЛКСМУ |                                                                       | 1986 повноваження складено                                                                   |
| Мироник Ганна Ярославівна            | Івано-Франківська область | Снятинський                     | 298          | Доярка колгоспу імені Леніна (Снятинського району)                                                                                                |                                                                       |                                                                                              |
| Михайленко Євген Денисович           | Київ                      | Печерський                      | 22           | Бригадир монтажників будівельно-монтажного управління № 6 домобудівного комбінату № 1 Головкиївміськбуду                                          |                                                                       |                                                                                              |
| Мігдєєв Олександр Васильович         | Дніпропетровська область  | Ленінський                      | 108          | Голова виконкому Дніпропетровської міської ради                                                                                                   |                                                                       |                                                                                              |
| Мовляйко Надія Сергіївна             | Донецька область          | Краматорський-Торецький         | 190          | Шліфувальниця Старокраматорського машинобудівного заводу імені Серго Орджонікідзе                                                                 |                                                                       |                                                                                              |
| Мовчан Галина Макарівна              | Одеська область           | Кілійський                      | 445          | Головний агроном колгоспу імені Кутузова (Кілійського району)                                                                                     |                                                                       |                                                                                              |
| Мозговий Іван Олексійович            | Одеська область           | Роздільнянський                 | 449          | Секретар ЦК КПУ |                                                                       |                                                                                              |
| Молочина Мотрона Олексіївна          | Київська область          | Білоцерківський                 | 310          | Оператор машинного доїння корів радгоспу «Білоцерківський» (Білоцерківського району)                                                              |                                                                       |                                                                                              |
| Морозова Валентина Степанівна        | Запорізька область        | Якимівський                     | 283          | Голова колгоспу імені ХХ з'їзду КПРС (Якимівського району)                                                                                        |                                                                       |                                                                                              |
| Москальков Петро Іванович            | Запорізька область        | Вільнянський                    | 275          | Голова виконкому Запорізької обласної ради |                                                                       |                                                                                              |
| Мостовий Павло Іванович              | Харківська область        | Барвінківський                  | 549          | Голова Державного комітету УРСР по матеріально-технічному постачанню                                                                              |                                                                       |                                                                                              |
| Моторний Дмитро Костянтинович        | Херсонська область        | Білозерський                    | 572          | Голова колгоспу імені Кірова (Білозерського району)                                                                                               |                                                                       |                                                                                              |
| Моцна Віра Олександрівна             | Київ                      | Залізничний                     | 12           | В'язальниця Київського виробничого трикотажного об'єднання імені Рози Люксембург                                                                  |                                                                       |                                                                                              |
| Муратов Федір Спиридонович           | Сумська область           | Охтирський                      | 497          | Голова колгоспу імені Г. І. Петровського (Охтирського району)                                                                                     |                                                                       |                                                                                              |
| Мусенко Григорій Іванович            | Донецька область          | Заводський                      | 160          | Вальцювальник Донецького металургійного заводу імені В. І. Леніна                                                                                 |                                                                       |                                                                                              |
| Мусієнко Петро Кирилович             | Чернігівська область      | Прилуцький                      | 647          | Завідувач загального відділу ЦК КПУ |                                                                       |                                                                                              |
| Мушинська Віра Павлівна              | Чернігівська область      | Новозаводський                  | 633          | Перемотувальниця Чернігівського виробничого об'єднання «Хімволокно» імені 50-річчя Великої Жовтневої соціалістичної революції                     |                                                                       |                                                                                              |
| Мушкетик Георгій Михайлович          | Київ                      | Комсомольський                  | 14           | Письменник, 1-й секретар правління Київської міської організації Спілки письменників України                                                      |                                                                       |                                                                                              |
| Муштин Людмила Володимирівна         | Хмельницька область       | Хмельницький                    | 598          | Агроном-овочівник колгоспу імені Горького (Хмельницького району)                                                                                  |                                                                       |                                                                                              |
| М'ягка Людмила Миколаївна            | Запорізька область        | Димитровський                   | 259          | Токар Запорізького моторобудівного заводу виробничого об'єднання «Моторобудівник» імені 50-річчя Великої Жовтневої соціалістичної революції       |                                                                       |                                                                                              |
| М'якота Олексій Сергійович           | Полтавська область        | Карлівський                     | 468          | Голова виконкому Полтавської обласної ради |                                                                       |                                                                                              |
| Мяловицький Анатолій Володимирович   | Полтавська область        | Полтавський                     | 473          | Головний редактор журналу «Комуніст України» |                                                                       |                                                                                              |
| Нагаєвський Ігор Дмитрович           | Донецька область          | Ждановський-Іллічівський        | 184          | Генеральний директор виробничого об'єднання «Ждановважмаш» (м. Жданов)                                                                            |                                                                       |                                                                                              |
| Назаренко Ганна Пантеліївна          | Харківська область        | Фрунзенський                    | 540          | Заточувальниця Харківського заводу тракторних двигунів                                                                                            |                                                                       |                                                                                              |
| Найдьонова Людмила Василівна         | Дніпропетровська область  | Марганецький                    | 137          | Оператор пульта управління шахти № 9/10 Марганецького гірничо-збагачувального комбінату імені 60-річчя Радянської України                         |                                                                       |                                                                                              |
| Насальська Лідія Іванівна            | Кримська область          | Білогірський                    | 362          | Завідувачка молочнотоварної ферми колгоспу імені Калініна (Білогірського району)                                                                  |                                                                       |                                                                                              |
| Невідник Тетяна Леонтіївна           | Полтавська область        | Кобеляцький                     | 469          | Доярка колгоспу «Маяк» (Кобеляцького району) |                                                                       |                                                                                              |
| Недашковський Дмитро Григорович      | Сумська область           | Лебединський                    | 503          | Завідувач економічного відділу ЦК КПУ |                                                                       |                                                                                              |
| Недря Олексій Григорович             | Дніпропетровська область  | Орджонікідзевський              | 141          | Машиніст екскаватора Орджонікідзевського гірничо-збагачувального комбінату                                                                        |                                                                       |                                                                                              |
| Нестерюк Катерина Степанівна         | Чернівецька область       | Сокирянський                    | 629          | Штукатур управління будівництва Дністровського комплексного гідровузла                                                                            |                                                                       |                                                                                              |
| Нехаєвський Аркадій Петрович         | Вінницька область         | Хмільницький                    | 39           | 2-й секретар Вінницького обласного комітету КПУ                                                                                                   |                                                                       |                                                                                              |
| Нівалов Микола Миколайович           | Чернівецька область       | Заставнівський                  | 625          | 1-й секретар Чернівецького обласного комітету КПУ                                                                                                 |                                                                       |                                                                                              |
| Нікіфоров Леонард Львович            | Київ                      | Жовтневий                       | 11           | Генеральний директор Київського виробничого об'єднання імені С. П. Корольова                                                                      |                                                                       |                                                                                              |
| Ніколаєв Микола Федорович            | Ворошиловградська область | Первомайський                   | 86           | Заступник Голови Ради Міністрів УРСР |                                                                       |                                                                                              |
| Новицька-Усенко Людмила Василівна    | Дніпропетровська область  | Гагарінський                    | 112          | Ректор Дніпропетровського державного медичного інституту                                                                                          |                                                                       |                                                                                              |
| Новицький Євген Антонович            | Івано-Франківська область | Надвірнянський                  | 295          | 2-й секретар Івано-Франківського обласного комітету КПУ                                                                                           |                                                                       |                                                                                              |
| Новікова Ірина Борисівна             | Донецька область          | Калінінський                    | 162          | Вчителька середньої школи № 20 міста Донецька |                                                                       |                                                                                              |
| Носаньов Олександр Григорович        | Донецька область          | Краматорський                   | 189          | Начальник сортопрокатного цеху Краматорського металургійного заводу імені В. В. Куйбишева                                                         |                                                                       |                                                                                              |
| Носов Костянтин Григорович           | Дніпропетровська область  | Брежнєвський                    | 124          | Директор Дніпровського металургійного комбінату імені Ф. Е. Дзержинського                                                                         |                                                                       |                                                                                              |
| Обревко Володимир Володимирович      | Харківська область        | Комсомольський                  | 534          | Голова виконкому Харківської міської ради |                                                                       | 6 серпня 1985 помер                                                                          |
| Овчаренко Микола Миколайович         | Харківська область        | Салтівський                     | 538          | Студент Харківського юридичного інституту імені Ф. Е. Дзержинського                                                                               |                                                                       |                                                                                              |
| Овчаренко Раїса Миколаївна           | Донецька область          | Ясинуватський                   | 222          | Завідувачка молочнотоварної ферми колгоспу «Росія» (Ясинуватського району)                                                                        |                                                                       |                                                                                              |
| Овчаров Іван Васильович              | Донецька область          | Великоновосілківський           | 212          | Директор радгоспу імені XXVI з'їзду КПРС (Великоновосілківського району)                                                                          |                                                                       |                                                                                              |
| Олененко Юрій Олександрович          | Хмельницька область       | Білогірський                    | 586          | Міністр культури УРСР |                                                                       |                                                                                              |
| Оленюх Яніна Степанівна              | Тернопільська область     | Тернопільський                  | 523          | Зоотехнік-селекціонер колгоспу «Заповіт Леніна» (Тернопільського району)                                                                          |                                                                       |                                                                                              |
| Олешко Тетяна Іванівна               | Дніпропетровська область  | Новомосковський                 | 140          | Машиніст електромостового крана Новомосковського трубного заводу імені 50-річчя Радянської України                                                |                                                                       |                                                                                              |
| Олійник Борис Ілліч                  | Запорізька область        | Кам'янсько-Дніпровський         | 277          | Письменник, секретар правління Спілки письменників України                                                                                        |                                                                       |                                                                                              |
| Олійник Борис Степанович             | Житомирська область       | Коростенський                   | 227          | Начальник Південно-Західної залізниці |                                                                       |                                                                                              |
| Ольшанська Наталія Олександрівна     | Ворошиловградська область | Ватутінський                    | 73           | Швачка-мотористка головного підприємства Ворошиловградського виробничого швейного об'єднання                                                      |                                                                       |                                                                                              |
| Омельченко Микола Григорович         | Дніпропетровська область  | Барикадний                      | 110          | 1-й секретар Дніпропетровського міського комітету КПУ                                                                                             |                                                                       |                                                                                              |
| Орлик Марія Андріївна                | Полтавська область        | Ленінський                      | 455          | Заступник голови Ради Міністрів УРСР |                                                                       |                                                                                              |
| Осипенко Петро Григорович            | Івано-Франківська область | Рогатинський                    | 296          | Прокурор УРСР |                                                                       |                                                                                              |
| Оснач Василь Павлович                | Ровенська область         | Костопільський                  | 485          | Голова президії Українського товариства дружби і культурного зв'язку із зарубіжними країнами                                                      |                                                                       |                                                                                              |
| Остафієвич Марія Федорівна           | Чернівецька область       | Першотравневий                  | 621          | В'язальниця Чернівецького виробничого панчішного об'єднання імені 50-річчя Великої Жовтневої соціалістичної революції                             |                                                                       |                                                                                              |
| Острогляд Віктор Васильович          | Запорізька область        | Василівський                    | 274          | Механізатор колгоспу «Зоря комунізму» (Василівського району)                                                                                      |                                                                       |                                                                                              |
| Острожинський Валентин Євгенович     | Житомирська область       | Ружинський                      | 242          | 2-й секретар Житомирського обласного комітету КПУ                                                                                                 |                                                                       | 1987 повноваження складено                                                                   |
| Охмакевич Микола Федорович           | Донецька область          | Дзержинський                    | 176          | Голова Державного комітету УРСР по телебаченню і радіомовленню                                                                                    |                                                                       |                                                                                              |
| Панаїт Володимир Венедиктович        | Ворошиловградська область | Новодружеський                  | 85           | Начальник комбінату «Ворошиловградхімбуд» |                                                                       |                                                                                              |
| Панікарський Костянтин Іванович      | Київ                      | Ленінський                      | 1            | 1-й секретар Ленінського районного комітету КПУ м. Києва                                                                                          |                                                                       |                                                                                              |
| Пантелеєв Микола Олексійович         | Кримська область          | Євпаторійський                  | 353          | Голова Державного комітету УРСР по праці |                                                                       |                                                                                              |
| Панькін Валентин Єпіфанович          | Полтавська область        | Диканський                      | 466          | Командуючий авіацією Київського військового округу, генерал-полковник авіації                                                                     |                                                                       |                                                                                              |
| Парамонов Володимир Микитович        | Харківська область        | Нововодолазький                 | 560          | 2-й секретар Харківського обласного комітету КПУ                                                                                                  |                                                                       |                                                                                              |
| Партола Ганна Петрівна               | Харківська область        | Індустріальний                  | 531          | Фрезерувальниця виробничого об'єднання «Харківський турбінний завод» імені С. М. Кірова                                                           |                                                                       |                                                                                              |
| Парубок Омелян Никонович             | Черкаська область         | Жашківський                     | 608          | Ланковий механізованої ланки колгоспу імені Суворова (Жашківського району)                                                                        |                                                                       |                                                                                              |
| Парубочий Йосип Семенович            | Львівська область         | Радехівський                    | 398          | Голова колгоспу імені Ярослава Галана (Радехівського району)                                                                                      |                                                                       |                                                                                              |
| Пархоменко Володимир Дмитрович       | Донецька область          | Центральний                     | 168          | Міністр вищої і середньої спеціальної освіти УРСР                                                                                                 |                                                                       |                                                                                              |
| Пархоменко Олександра Іванівна       | Чернігівська область      | Деснянський                     | 632          | Бригадир штампувальників Чернігівського заводу автозапчастин                                                                                      |                                                                       |                                                                                              |
| Патон Борис Євгенович                | Київ                      | Мінський                        | 18           | Президент Академії Наук УРСР, директор Інституту електрозварювання імені Є. О. Патона Академії наук УРСР                                          |                                                                       |                                                                                              |
| Пашков Сергій Борисович              | Житомирська область       | Малинський                      | 238          | Слюсар-електромонтажник Малинського дослідно-експериментального заводу                                                                            |                                                                       |                                                                                              |
| Пащенко Андрій Якович                | Донецька область          | Єнакіївський                    | 179          | Голова Державного комітету УРСР у справах видавництв, поліграфії і книжкової торгівлі                                                             |                                                                       |                                                                                              |
| Пелепець Галина Григорівна           | Київ                      | Волгоградський                  | 5            | Заготовниця Київської взуттєвої фабрики імені 10-річчя Комсомолу України                                                                          |                                                                       |                                                                                              |
| Пелешок Софія Іванівна               | Тернопільська область     | Лановецький                     | 520          | Доярка колгоспу імені Шевченка (Шумського району)                                                                                                 |                                                                       |                                                                                              |
| Пелих Пелагія Федорівна              | Львівська область         | Яворівський                     | 405          | Оператор машинного доїння корів колгоспу імені Карла Маркса (Яворівського району)                                                                 |                                                                       |                                                                                              |
| Перелома Віталій Олександрович       | Полтавська область        | Центральний                     | 458          | Помічник 1-го секретаря ЦК КПУ |                                                                       |                                                                                              |
| Перепадя Михайло Григорович          | Ворошиловградська область | Свердловський                   | 89           | Завідувач відділу важкої промисловості ЦК КПУ |                                                                       |                                                                                              |
| Пересунько Леонід Миколайович        | Черкаська область         | Придніпровський                 | 600          | Старший апаратник Черкаського заводу хімічних реактивів імені XXV з'їзду КПРС                                                                     |                                                                       |                                                                                              |
| Петренко Надія Василівна             | Одеська область           | Залізничний                     | 425          | Старша апаратниця Одеського консервного заводу |                                                                       |                                                                                              |
| Пєхота Володимир Юлійович            | Львівська область         | Індустріальний                  | 375          | Голова виконкому Львівської міської ради |                                                                       |                                                                                              |
| Пивоваров В'ячеслав В'ячеславович    | Харківська область        | Комінтернівський                | 533          | Генеральний директор Харківського виробничого об'єднання «Завод імені Малишева»                                                                   |                                                                       |                                                                                              |
| Пилипенко Віктор Васильович          | Дніпропетровська область  | Вузівський                      | 111          | Директор Інституту технічної механіки Академії наук УРСР                                                                                          |                                                                       |                                                                                              |
| Пилипенко Віктор Васильович          | Одеська область           | Ізмаїльський                    | 436          | Начальник Радянського Дунайського пароплавства |                                                                       |                                                                                              |
| Підкупняк Надія Павлівна             | Вінницька область         | Теплицький                      | 52           | Доярка колгоспу «Росія» (Теплицького району) |                                                                       |                                                                                              |
| Підстригач Ярослав Степанович        | Львівська область         | Червоноармійський               | 379          | Директор Інституту прикладних проблем механіки і математики Академії наук УРСР (місто Львів)                                                      |                                                                       |                                                                                              |
| Пікловська Ірина Павлівна            | Львівська область         | Пустомитівський                 | 397          | Бригадир бригади по вирощуванню молодняка великої рогатої худоби радгоспу «Жовтневий» (Пустомитівського району)                                   |                                                                       |                                                                                              |
| Плеханов Валентин Пилипович          | Одеська область           | Болградський                    | 433          | Член Військової ради — начальник Політуправління Одеського військового округу, генерал-лейтенант                                                  |                                                                       |                                                                                              |
| Плечій Марія Василівна               | Кримська область          | Красноперекопський              | 356          | Голова виконкому Орлівської сільської ради Красноперекопського району                                                                             |                                                                       |                                                                                              |
| Пліскановський Станіслав Тихонович   | Запорізька область        | Центральний                     | 267          | 1-й заступник міністра чорної металургії УРСР |                                                                       |                                                                                              |
| Плішевський Микола Іванович          | Житомирська область       | Коростенський                   | 235          | Тракторист колгоспу «Дружба» (Коростенського району)                                                                                              |                                                                       |                                                                                              |
| Площенко Володимир Дмитрович         | Київ                      | Димитровський                   | 9            | Міністр житлово-комунального господарства УРСР |                                                                       |                                                                                              |
| Плютинський Володимир Антонович      | Ровенська область         | Ровенський                      | 488          | Голова колгоспу «Зоря комунізму» (Ровенського району)                                                                                             |                                                                       |                                                                                              |
| Плющ Іван Степанович                 | Київська область          | Бородянський                    | 312          | Голова виконкому Київської обласної ради |                                                                       |                                                                                              |
| Погребняк Яків Петрович              | Миколаївська область      | Центральний                     | 411          | Секретар ЦК КПУ |                                                                       |                                                                                              |
| Подкатілова Людмила Дмитрівна        | Ворошиловградська область | Молодогвардійський              | 98           | Тепличниця радгоспу «Краснодонська овочева фабрика» (Краснодонського району)                                                                      |                                                                       |                                                                                              |
| Полатайло Катерина Олексіївна        | Черкаська область         | Золотоніський                   | 610          | 1-й секретар Золотоніського районного комітету КПУ                                                                                                |                                                                       | 5 червня 1986 померла                                                                        |
| Політанська Ольга Феодосіївна        | Вінницька область         | Могилів-Подільський             | 38           | Ланкова по вирощуванню цукрових буряків колгоспу імені Чапаєва (Могилів-Подільського району)                                                      |                                                                       |                                                                                              |
| Поліщук Леся Дем'янівна              | Ровенська область         | Червоноармійський               | 491          | Доярка колгоспу «Ленінський шлях» (Червоноармійського району)                                                                                     |                                                                       |                                                                                              |
| Полянська Любов Володимирівна        | Ворошиловградська область | Зоринський                      | 95           | Оператор інкубаційного цеху Чорнухинської птахофабрики (Перевальського району)                                                                    |                                                                       |                                                                                              |
| Помпа Клавдія Якимівна               | Дніпропетровська область  | Кіровський                      | 117          | Дільничний лікар дитячої лікарні № 2 міста Дніпропетровська                                                                                       |                                                                       |                                                                                              |
| Поперечнюк Ганна Петрівна            | Запорізька область        | Запорізький                     | 276          | Тепличниця комбінату-радгоспу імені 60-річчя Великої Жовтневої соціалістичної революції (Запорізького району)                                     |                                                                       |                                                                                              |
| Поперняк Анатолій Никифорович        | Хмельницька область       | Дунаєвецький                    | 590          | Голова виконкому Хмельницької обласної ради |                                                                       |                                                                                              |
| Попов Валентин Петрович              | Київська область          | Миронівський                    | 319          | 1-й заступник голови Держплану УРСР |                                                                       |                                                                                              |
| Попов Веніамін Степанович            | Запорізька область        | Жовтневий                       | 260          | Ректор Запорізького машинобудівного інституту імені В. Я. Чубаря                                                                                  |                                                                       |                                                                                              |
| Попов Віктор Васильович              | Харківська область        | Центральний                     | 541          | Різьбошліфувальник Харківського авіаційного заводу імені Ленінського комсомолу                                                                    |                                                                       |                                                                                              |
| Попов Микола Михайлович              | Ворошиловградська область | Ленінський                      | 71           | 1-й секретар Ворошиловградського міського комітету КПУ                                                                                            |                                                                       |                                                                                              |
| Попович Павло Романович              | Київська область          | Сквирський                      | 321          | Заступник начальника Центру підготовки космонавтів імені Ю. О. Гагаріна, льотчик-космонавт, генерал-майор авіації                                 |                                                                       |                                                                                              |
| Попчук Марія Петрівна                | Донецька область          | Кіровський                      | 164          | Прядильниця Донецького бавовняного комбінату імені XXV з'їзду КПРС                                                                                |                                                                       |                                                                                              |
| Поручник Василь Іванович             | Львівська область         | Старосамбірський                | 402          | Бригадир тракторної бригади колгоспу імені Шевченка (Старосамбірського району)                                                                    |                                                                       |                                                                                              |
| Постой Валентина Михайлівна          | Донецька область          | Слов'янський-Залізничний        | 202          | Укладальниця-пакувальниця Слов'янського керамічного комбінату                                                                                     |                                                                       |                                                                                              |
| Потапська Ганна Андріївна            | Хмельницька область       | Красилівський                   | 593          | Оператор комплексу по вирощуванню нетелей колгоспу «Радянська Україна» (Красилівського району)                                                    |                                                                       |                                                                                              |
| Походін Віктор Пилипович             | Одеська область           | Фрунзівський                    | 453          | Голова виконкому Одеської обласної ради |                                                                       | 12 листопада 1985 помер                                                                      |
| Походня Ігор Костянтинович           | Київ                      | Першотравневий                  | 21           | Віце-президент Академії Наук УРСР |                                                                       |                                                                                              |
| Почуйко Адам Сергійович              | Кримська область          | Бахчисарайський                 | 361          | Голова колгоспу «Пам'ять Леніна» (Бахчисарайського району)                                                                                        |                                                                       | 1987 повноваження складено                                                                   |
| Пригода Юрій Іванович                | Донецька область          | Ждановський-Орджонікідзевський  | 185          | Оператор стана Ждановського металургійного комбінату «Азовсталь» імені Серго Орджонікідзе                                                         |                                                                       |                                                                                              |
| Приймак Андрій Іванович              | Дніпропетровська область  | Дніпровський                    | 125          | 1-й секретар Дніпродзержинського міського комітету КПУ                                                                                            |                                                                       |                                                                                              |
| Примачок Юрій Леонідович             | Ворошиловградська область | Кіровський                      | 79           | Прохідник шахти імені Кірова виробничого об'єднання «Стахановвугілля»                                                                             |                                                                       |                                                                                              |
| Приходько Галина Степанівна          | Миколаївська область      | Баштанський                     | 414          | Доярка колгоспу імені Шевченка (Баштанського району)                                                                                              |                                                                       |                                                                                              |
| Прищепа Петро Купріянович            | Ровенська область         | Острозький                      | 487          | Голова виконкому Ровенської обласної ради |                                                                       |                                                                                              |
| Продан Костянтин Костянтинович       | Дніпропетровська область  | Царичанський                    | 155          | Керуючий справами ЦК КПУ |                                                                       |                                                                                              |
| Проценко Діна Йосипівна              | Херсонська область        | Цюрупинський                    | 578          | Голова Державного комітету УРСР по охороні природи                                                                                                |                                                                       |                                                                                              |
| Прудніков Віктор Олексійович         | Черкаська область         | Корсунь-Шевченківський          | 611          | Командуючий 8-ю окремою армією ППО Київського військового округу, генерал-лейтенант авіації                                                       |                                                                       |                                                                                              |
| Пупкова Раїса Василівна              | Харківська область        | Гагарінський                    | 527          | Формувальниця Харківської панчішної фабрики імені 50-річчя Великої Жовтневої соціалістичної революції                                             |                                                                       |                                                                                              |
| Пучко Олександр Олександрович        | Харківська область        | Лозівський                      | 546          | Начальник Південної залізниці |                                                                       |                                                                                              |
| Радивонюк Марія Василівна            | Ровенська область         | Жовтневий                       | 478          | Бригадир малярів спеціалізованого будівельно-монтажного управління «Опоряджбуд» тресту «Ровнопромбуд»                                             |                                                                       |                                                                                              |
| Ревенко Микола Мусійович             | Чернівецька область       | Хотинський                      | 631          | 2-й секретар Чернівецького обласного комітету КПУ                                                                                                 |                                                                       |                                                                                              |
| Резнік Борис Якович                  | Одеська область           | Університетський                | 432          | Завідувач кафедри педіатрії Одеського державного медичного інституту імені М. І. Пирогова                                                         |                                                                       |                                                                                              |
| Рибинок Віктор Олександрович         | Львівська область         | Залізничний                     | 374          | Генеральний директор Львівського виробничого об'єднання «Електрон»                                                                                |                                                                       |                                                                                              |
| Романенко Анатолій Юхимович          | Дніпропетровська область  | Південний                       | 139          | Міністр охорони здоров'я УРСР |                                                                       |                                                                                              |
| Романець Марія Василівна             | Київська область          | Кагарлицький                    | 316          | Оператор машинного доїння корів колгоспу «Дружба» (Кагарлицького району)                                                                          |                                                                       | 12 липня 1986 повноваження складено                                                          |
| Рощупкін Олександр Мефодійович       | Кримська область          | Ялтинський                      | 359          | 2-й секретар Кримського обласного комітету КПУ |                                                                       |                                                                                              |
| Рудельова Ольга Юріївна              | Івано-Франківська область | Калуський                       | 286          | Апаратниця сульфатної збагачувальної фабрики Калуського виробничого об'єднання «Хлорвініл»                                                        |                                                                       |                                                                                              |
| Рудич Фелікс Михайлович              | Львівська область         | Підзамчевський                  | 377          | Завідувач відділу науки і навчальних закладів ЦК КПУ                                                                                              |                                                                       |                                                                                              |
| Ружицький Олександр Антонович        | Хмельницька область       | Старокостянтинівський           | 597          | 2-й секретар Хмельницького обласного комітету КПУ                                                                                                 |                                                                       |                                                                                              |
| Русанов Микола Кіндратович           | Харківська область        | Широнінський                    | 543          | Випробувач двигунів Харківського моторобудівного виробничого об'єднання «Серп і Молот»                                                            |                                                                       |                                                                                              |
| Рущенков Володимир Павлович          | Чернігівська область      | Ріпкинський                     | 648          | Генерал-майор танкових військ |                                                                       |                                                                                              |
| Рябошапка Микола Миколайович         | Миколаївська область      | Вознесенський                   | 412          | Голова колгоспу імені Кірова (Вознесенського району)                                                                                              |                                                                       | 25 квітня 1987 помер                                                                         |
| Савчук Петро Миколайович             | Київська область          | Переяслав-Хмельницький          | 307          | Тракторист радгоспу імені Богдана Хмельницького (Переяслав-Хмельницького району)                                                                  |                                                                       |                                                                                              |
| Саган Ігор Михайлович                | Львівська область         | Кам'янсько-Буський              | 392          | Тракторист колгоспу імені Богдана Хмельницького (Кам'янсько-Буського району)                                                                      |                                                                       |                                                                                              |
| Садовников Валентин Павлович         | Житомирська область       | Овруцький                       | 239          | Командуючий 8-ю танковою армією Прикарпатського військового округу, генерал-майор                                                                 |                                                                       |                                                                                              |
| Сазанська Раїса Іванівна             | Одеська область           | Заставський                     | 426          | Гальваник Одеського науково-виробничого об'єднання «Кисеньмаш»                                                                                    |                                                                       |                                                                                              |
| Сазонов Анатолій Павлович            | Ворошиловградська область | Лутугинський                    | 97           | Завідувач відділу хімічної промисловості ЦК КПУ                                                                                                   |                                                                       | 1986 повноваження складено                                                                   |
| Сай Валентина Іванівна               | Дніпропетровська область  | П'ятихатський                   | 154          | Свинарка колгоспу імені Фрунзе (П'ятихатського району)                                                                                            |                                                                       |                                                                                              |
| Сайко Віктор Федорович               | Київська область          | Макарівський                    | 318          | Директор Українського науково-дослідного інституту землеробства Південного відділення ВАСГНІЛ                                                     |                                                                       |                                                                                              |
| Сайко Людмила Михайлівна             | Житомирська область       | Олевський                       | 240          | Вчителька Радовельської середньої школи Олевського району                                                                                         |                                                                       |                                                                                              |
| Санін Олексій Іванович               | Херсонська область        | Чаплинський                     | 579          | Ланковий механізованого загону радгоспу «Долинський» (Чаплинського району)                                                                        |                                                                       |                                                                                              |
| Сафронова Валентина Борисівна        | Дніпропетровська область  | Довгинцівський                  | 129          | Муляр будівельного управління № 2 тресту «Криворіжіндустрбуд»                                                                                     |                                                                       |                                                                                              |
| Свиридонова Ганна Стефанівна         | Донецька область          | Макіївський-Совєтський          | 198          | Формувальниця Макіївського м'ясокомбінату |                                                                       |                                                                                              |
| Свінціцька Надія Петрівна            | Хмельницька область       | Полонський                      | 596          | Відвідниця фарфорових виробів головного підприємства Полонського виробничого об'єднання «Фарфор»                                                  |                                                                       |                                                                                              |
| Святоцький Василь Олександрович      | Львівська область         | Золочівський                    | 391          | 2-й секретар Львівського обласного комітету КПУ                                                                                                   |                                                                       |                                                                                              |
| Сдержиков Федір Семенович            | Донецька область          | Красноармійський                | 192          | Голова Донецької обласної ради професійних спілок                                                                                                 |                                                                       |                                                                                              |
| Северинов Кузьма Антипович           | Донецька область          | Димитровський                   | 193          | Бригадир комплексної бригади робітників очисного вибою шахти № 5-6 імені Димитрова виробничого об'єднання «Красноармійськвугілля»                 |                                                                       |                                                                                              |
| Секретарюк В'ячеслав Васильович      | Львівська область         | Радянський                      | 378          | 1-й секретар Львівського міського комітету КПУ |                                                                       |                                                                                              |
| Семеняк Ірина Сергіївна              | Дніпропетровська область  | Калінінський                    | 116          | Контролер Дніпропетровського агрегатного заводу імені 50-річчя СРСР                                                                               |                                                                       |                                                                                              |
| Сергєєв Володимир Григорович         | Харківська область        | Київський                       | 532          | Академік Академії наук УРСР, генеральний директор Харківського науково-виробничого об'єднання «Електроприлад»                                     |                                                                       |                                                                                              |
| Симанов Іван Михайлович              | Чернігівська область      | Борзнянський                    | 640          | Тракторист колгоспу «Друга пятирічка» (Куликівського району)                                                                                      |                                                                       |                                                                                              |
| Симйонка Олена Юріївна               | Закарпатська область      | Солотвинський                   | 254          | Бригадир колгоспу «Дружба народів» (Тячівського району)                                                                                           |                                                                       |                                                                                              |
| Симоненко Валентин Костянтинович     | Одеська область           | Центральний                     | 433          | Голова виконкому Одеської міської ради |                                                                       |                                                                                              |
| Синельникова Алла Миколаївна         | Донецька область          | Красноармійський                | 216          | Бригадир птахокомплексу Щербинівської птахофабрики (Костянтинівського району)                                                                     |                                                                       |                                                                                              |
| Синько Тетяна Павлівна               | Харківська область        | Куп'янський                     | 545          | Стернярка Куп'янського ливарного заводу імені 60-річчя Великої Жовтневої соціалістичної революції                                                 |                                                                       |                                                                                              |
| Ситник Костянтин Меркурійович        | Дніпропетровська область  | Криворізький                    | 148          | Віце-президент Академії наук УРСР, директор Інституту ботаніки імені М.Холодного АН УРСР                                                          |                                                                       |                                                                                              |
| Сінельникова Наталія Іванівна        | Житомирська область       | Бердичівський                   | 226          | Швачка-мотористка Бердичівської швейної фабрики імені 60-річчя Радянської України                                                                 |                                                                       |                                                                                              |
| Сінцов Вадим Сидорович               | Івано-Франківська область | Центральний                     | 285          | Шліфувальник Івано-Франківського виробничого об'єднання «Геофізприлад»                                                                            |                                                                       |                                                                                              |
| Сіробаба Володимир Якович            | Донецька область          | Мар'їнський                     | 217          | Редактор газети «Радянська Україна», голова правління Спілки журналістів України                                                                  |                                                                       |                                                                                              |
| Скиба Олена Павлівна                 | Донецька область          | Артемівський міський            | 169          | Електромонтер Артемівського машинобудівного заводу «Победа труда»                                                                                 |                                                                       |                                                                                              |
| Скіцько Марія Олексіївна             | Івано-Франківська область | Городенківський                 | 291          | Голова колгоспу «Радянська Конституція» (Городенківського району)                                                                                 |                                                                       |                                                                                              |
| Скляров Віталій Федорович            | Донецька область          | Зугресівський                   | 207          | Міністр енергетики і електрифікації УРСР |                                                                       |                                                                                              |
| Скопенко Віктор Васильович           | Київ                      | Ломоносовський                  | 17           | Ректор Київського державного університету імені Т. Г. Шевченка                                                                                    |                                                                       |                                                                                              |
| Скориков Григорій Петрович           | Чернівецька область       | Кіцманський                     | 627          | Начальник Головного штабу — 1-й заступник головнокомандуючого Військово-повітряними силами СРСР, маршал авіації                                   |                                                                       |                                                                                              |
| Скоромнюк Михайло Олексійович        | Житомирська область       | Володарсько-Волинський          | 232          | Завідувач відділу легкої промисловості і товарів народного споживання ЦК КПУ                                                                      |                                                                       |                                                                                              |
| Скринчук Леонід Юрійович             | Хмельницька область       | Чемеровецький                   | 599          | Голова колгоспу «Україна» (Чемеровецького району)                                                                                                 |                                                                       |                                                                                              |
| Скрипник Микола Миколайович          | Ворошиловградська область | Ровеньківський                  | 87           | Бригадир робітників очисного вибою шахтоуправління імені Фрунзе виробничого об'єднання «Ровенькиантрацит»                                         |                                                                       |                                                                                              |
| Скубченко Петро Сергійович           | Донецька область          | Амвросіївський                  | 210          | Начальник механізованого загону радгоспу «Мирний» (Амвросіївського району)                                                                        |                                                                       |                                                                                              |
| Славов Микола Антонович              | Черкаська область         | Соснівський                     | 601          | Начальник Головного управління річкового флоту при Раді Міністрів УРСР                                                                            |                                                                       |                                                                                              |
| Слінченко Володимир Іванович         | Чернівецька область       | Новоселицький                   | 628          | Міністр побутового обслуговування населення УРСР                                                                                                  |                                                                       |                                                                                              |
| Смертюк Василь Петрович              | Черкаська область         | Черкаський                      | 616          | Головний агроном колгоспу «Дніпро» (Черкаського району)                                                                                           |                                                                       |                                                                                              |
| Смолянніков Олексій Петрович         | Севастополь               | Малаховокурганський             | 344          | 1-й секретар Севастопольського міського комітету КПУ                                                                                              |                                                                       |                                                                                              |
| Снігірьов Микола Михайлович          | Одеська область           | Комінтернівський                | 466          | 2-й секретар Одеського обласного комітету КПУ |                                                                       |                                                                                              |
| Собецька Валентина Андріївна         | Полтавська область        | Київський                       | 456          | Бригадир емалювальників Полтавського заводу хімічного машинобудування                                                                             |                                                                       |                                                                                              |
| Соболь Микола Олександрович          | Львівська область         | Ленінський                      | 372          | Бригадир наладчиків Львівського автобусного заводу імені 50-річчя СРСР                                                                            |                                                                       |                                                                                              |
| Соколовська Уляна Семенівна          | Ровенська область         | Дубровицький                    | 483          | 1-й секретар Зарічненського районного комітету КПУ                                                                                                |                                                                       |                                                                                              |
| Сологуб Віталій Олексійович          | Донецька область          | Торезький                       | 205          | Голова Української республіканської ради професійних спілок                                                                                       |                                                                       |                                                                                              |
| Соломаха Віталій Костянтинович       | Черкаська область         | Уманський міський               | 605          | Міністр м'ясної і молочної промисловості УРСР |                                                                       |                                                                                              |
| Сороколєтова Тетяна Михайлівна       | Ворошиловградська область | Ворошиловський                  | 74           | Бригадир складальників Ворошиловградського заводу лужних акумуляторів                                                                             |                                                                       |                                                                                              |
| Спицин Володимир Кузьмич             | Донецька область          | Пролетарський                   | 167          | Голова виконкому Донецької міської ради |                                                                       |                                                                                              |
| Стадниченко Володимир Якович         | Одеська область           | Арцизький                       | 440          | Голова Державного комітету УРСР по кінематографії                                                                                                 |                                                                       |                                                                                              |
| Станкович Євген Федорович            | Одеська область           | Балтський                       | 441          | Композитор, секретар правління Спілки композиторів України                                                                                        |                                                                       |                                                                                              |
| Старунський Володимир Гордійович     | Херсонська область        | Шуменський                      | 569          | Міністр торгівлі УРСР |                                                                       |                                                                                              |
| Статінов Анатолій Сергійович         | Донецька область          | Макіївський-Червоногвардійський | 200          | Голова виконкому Донецької обласної ради |                                                                       |                                                                                              |
| Стежко Станіслав Андрійович          | Дніпропетровська область  | Кривбасівський                  | 133          | 1-й секретар Криворізького міського комітету КПУ                                                                                                  |                                                                       |                                                                                              |
| Стрельников Володимир Костянтинович  | Харківська область        | Мереф'янський                   | 559          | Начальник Військової інженерної радіотехнічної академії протиповітряної оборони імені маршала Радянського Союзу Л. О. Говорова, генерал-полковник |                                                                       |                                                                                              |
| Стрельцов Василь Омелянович          | Дніпропетровська область  | Верхньодніпровський             | 146          | 1-й секретар Верхньодніпровського районного комітету КПУ                                                                                          |                                                                       |                                                                                              |
| Сузін Михайло Володимирович          | Волинська область         | Володимир-Волинський            | 60           | Тракторист колгоспу «Комуніст» (Володимир-Волинського району)                                                                                     |                                                                       |                                                                                              |
| Супрунов Леонід Вікторович           | Ворошиловградська область | Перевальський                   | 101          | Робітник очисного вибою шахти «Перевальська» виробничого об'єднання «Ворошиловградвугілля»                                                        |                                                                       |                                                                                              |
| Сургай Микола Сафонович              | Донецька область          | Сніжнянський                    | 204          | 1-й заступник міністра вугільної промисловості УРСР                                                                                               |                                                                       |                                                                                              |
| Сухов Ігор Миколайович               | Ворошиловградська область | Жовтневий                       | 75           | Генеральний директор виробничого об'єднання «Ворошиловградський тепловозобудівний завод імені Жовтневої революції»                                |                                                                       |                                                                                              |
| Сухорук Петро Маркович               | Полтавська область        | Глобинський                     | 465          | Начальник механізованого загону колгоспу імені Горького (Глобинського району)                                                                     |                                                                       |                                                                                              |
| Тарасенко Володимир Стефанович       | Дніпропетровська область  | Новомосковський                 | 150          | Голова колгоспу імені Котовського (Новомосковського району)                                                                                       |                                                                       |                                                                                              |
| Тарушкін Олексій Петрович            | Ворошиловградська область | Сватівський                     | 103          | Заступник постійного представника Ради Міністрів УРСР при Раді Міністрів СРСР                                                                     |                                                                       |                                                                                              |
| Татарська Ніна Федосіївна            | Кримська область          | Алупкинський                    | 360          | Лікар Ялтинського санаторію «Піонер» |                                                                       |                                                                                              |
| Телешко Надія Степанівна             | Одеська область           | Овідіопольський                 | 447          | Оператор машинного доїння корів радгоспу-заводу «Дністровський» (Овідіопольського району)                                                         |                                                                       |                                                                                              |
| Темний Василь Федорович              | Вінницька область         | Літинський                      | 48           | Голова виконкому Вінницької обласної ради |                                                                       |                                                                                              |
| Тертишна Ольга Михайлівна            | Дніпропетровська область  | Жовтоводський                   | 126          | Монтажниця приладного заводу «Електрон» (м. Жовті Води)                                                                                           |                                                                       |                                                                                              |
| Тимунь Микола Олексійович            | Одеська область           | Жовтневий                       | 423          | Бригадир комплексної бригади докерів-механізаторів Одеського морського торгового порту                                                            |                                                                       |                                                                                              |
| Титаренко Євдокія Іванівна           | Черкаська область         | Центральний                     | 602          | Ткаля Черкаського шовкового комбінату імені 60-річчя Жовтня                                                                                       |                                                                       |                                                                                              |
| Титаренко Олексій Антонович          | Запорізька область        | Бердянський-Ульяновський        | 269          | 2-й секретар ЦК КПУ |                                                                       |                                                                                              |
| Титаренко Федір Іванович             | Ворошиловградська область | Вахрушівський                   | 83           | Генеральний директор виробничого об'єднання «Донбасантрацит»                                                                                      |                                                                       |                                                                                              |
| Ткач Василь Миколайович              | Миколаївська область      | Врадіївський                    | 417          | Міністр меліорації і водного господарства УРСР |                                                                       |                                                                                              |
| Ткаченко Олександр Миколайович       | Тернопільська область     | Гусятинський                    | 515          | Міністр сільського господарства УРСР |                                                                       |                                                                                              |
| Товстановський Олександр Іванович    | Тернопільська область     | Збаразький                      | 517          | 1-й заступник міністра сільського господарства УРСР; голова виконкому Тернопільської обласної ради                                                |                                                                       |                                                                                              |
| Товт Марія Іванівна                  | Закарпатська область      | Ужгородський                    | 256          | Пташниця-оператор Закарпатської птахофабрики імені 50-річчя СРСР                                                                                  |                                                                       |                                                                                              |
| Токар Ніна Гаврилівна                | Херсонська область        | Бериславський                   | 571          | Вчитель Кіровської середньої школи Бериславського району                                                                                          |                                                                       |                                                                                              |
| Томчишин Віра Миколаївна             | Львівська область         | Сокальський                     | 401          | Головний зоотехнік колгоспу імені Горького (Сокальського району)                                                                                  |                                                                       |                                                                                              |
| Трефілов Віктор Іванович             | Ворошиловградська область | Краснолуцький                   | 82           | Віце-президент Академії наук УРСР, директор Інституту проблем матеріалознавства АН УРСР                                                           |                                                                       |                                                                                              |
| Тронько Петро Тимофійович            | Черкаська область         | Канівський                      | 603          | Голова правління Українського товариства охорони пам'ятників історії і культури, завідувач відділу Інституту історії Академії наук УРСР           |                                                                       |                                                                                              |
| Троян Марія Семенівна                | Хмельницька область       | Заводський                      | 581          | Формувальниця Хмельницького заводу «Катіон» |                                                                       |                                                                                              |
| Троян Олександр Іванович             | Львівська область         | Нестеровський                   | 395          | Начальник Центрального статистичного управління УРСР                                                                                              |                                                                       | 29 листопада 1987 помер                                                                      |
| Трубіцин Віктор Михайлович           | Львівська область         | Червоноградський                | 385          | Бригадир прохідників шахти № 5 «Великомостівська» виробничого об'єднання «Укрзахідвугілля»                                                        |                                                                       |                                                                                              |
| Труш Любов Олександрівна             | Полтавська область        | Хорольський                     | 476          | Апаратниця Хорольського молочноконсервного комбінату дитячих продуктів імені XXVI з'їзду КПРС                                                     |                                                                       |                                                                                              |
| Тур Василь Захарович                 | Одеська область           | Татарбунарський                 | 452          | Голова колгоспу імені Татарбунарського повстання (Татарбунарського району)                                                                        |                                                                       | 13 липня 1986 помер                                                                          |
| Тягно Іван Іванович                  | Харківська область        | Краснокутський                  | 557          | Помічник бригадира тракторної бригади колгоспу імені Леніна (Краснокутського району)                                                              |                                                                       |                                                                                              |
| Угрюмов Лев Михайлович               | Вінницька область         | Калинівський                    | 45           | Помічник 1-го секретаря ЦК КПУ |                                                                       |                                                                                              |
| Уйварі Ельвіра Павлівна              | Закарпатська область      | Свалявський                     | 253          | Оббивальниця меблів Свалявського лісокомбінату |                                                                       |                                                                                              |
| Федоров Володимир Григорович         | Волинська область         | Нововолинський                  | 62           | Радник при Раді Міністрів УРСР; голова виконкому Волинської обласної ради                                                                         |                                                                       |                                                                                              |
| Федоров Леонід Григорович            | Миколаївська область      | Первомайський міський           | 413          | Директор Первомайського машинобудівного заводу імені 60-річчя СРСР                                                                                |                                                                       |                                                                                              |
| Федоров Олексій Костянтинович        | Сумська область           | Сумський                        | 508          | Начальник штабу — 1-й заступник командуючого військами Київського військового округу, генерал-лейтенант                                           |                                                                       |                                                                                              |
| Філіппова Лідія Василівна            | Херсонська область        | Новокаховський                  | 570          | Бригадир електрозварників виробничого управління «Каховсільбуд» (місто Нова Каховка)                                                              |                                                                       |                                                                                              |
| Філоненко Віктор Лазарович           | Чернігівська область      | Новгород-Сіверський             | 646          | Голова Державного комітету УРСР по виробничо-технічному забезпеченню сільського господарства                                                      |                                                                       |                                                                                              |
| Фісун Олександр Петрович             | Донецька область          | Петровський                     | 166          | Генеральний директор виробничого об'єднання «Донецьквугілля»                                                                                      |                                                                       |                                                                                              |
| Фокін Вітольд Павлович               | Ворошиловградська область | Брянківський                    | 78           | 1-й заступник голови Держплану УРСР |                                                                       |                                                                                              |
| Фоменко Михайло Володимирович        | Житомирська область       | Баранівський                    | 230          | Міністр освіти УРСР |                                                                       |                                                                                              |
| Фомін Анатолій Дмитрович             | Ворошиловградська область | Червонопартизанський            | 107          | 1-й заступник командуючого військами Київського військового округу, генерал-лейтенант                                                             |                                                                       |                                                                                              |
| Хаджинов Леонід Петрович             | Запорізька область        | Осипенківський                  | 265          | Генеральний директор виробничого об'єднання «Запоріжтрансформатор» імені В. І. Леніна                                                             |                                                                       |                                                                                              |
| Хайкін Матвій Володимирович          | Донецька область          | Шахтарський міський             | 208          | Бригадир прохідників шахтобудівного управління № 2 тресту «Макіївшахтобуд»                                                                        |                                                                       |                                                                                              |
| Халупник Раїса Федорівна             | Запорізька область        | Мелітопольський                 | 279          | Свинарка колгоспу «Україна» (Мелітопольського району)                                                                                             |                                                                       |                                                                                              |
| Хамула Андрій Федотович              | Запорізька область        | Орджонікідзевський              | 264          | Бригадир комплексної бригади Запорізького спеціалізованого управління № 585 тресту «Укргідроспецфундаментбуд»                                     |                                                                       |                                                                                              |
| Харін Валентин Аркадійович           | Ворошиловградська область | Стахановський                   | 91           | Машиніст гірничих виймальних машин шахти імені Ілліча виробничого об'єднання «Стахановвугілля»                                                    |                                                                       |                                                                                              |
| Харченко Григорій Петрович           | Запорізька область        | Мелітопольський-Залізничний     | 271          | 2-й секретар Запорізького обласного комітету КПУ                                                                                                  |                                                                       |                                                                                              |
| Хачирова Ольга Миколаївна            | Ворошиловградська область | Старобільський                  | 106          | Свинарка колгоспу «Перше травня» (Старобільського району)                                                                                         |                                                                       |                                                                                              |
| Хижняк Любов Павлівна                | Одеська область           | Ленінський                      | 422          | Пресувальниця Одеського цукрорафінадного заводу імені XXVI з'їзду КПРС                                                                            |                                                                       |                                                                                              |
| Хірний Костянтин Васильович          | Харківська область        | Орджонікідзевський              | 536          | 1-й секретар Харківського міського комітету КПУ                                                                                                   |                                                                       |                                                                                              |
| Холопов Володимир Олексійович        | Донецька область          | Макіївський                     | 195          | Прохідник шахти імені А. Б. Батова виробничого об'єднання «Макіїввугілля»                                                                         |                                                                       |                                                                                              |
| Хоменко Микола Григорович            | Сумська область           | Конотопський міський            | 496          | Секретар Президії Верховної Ради УРСР |                                                                       |                                                                                              |
| Хомич Анатолій Захарович             | Харківська область        | Красноградський                 | 556          | Завідувач відділу транспорту і зв'язку ЦК КПУ |                                                                       |                                                                                              |
| Храптович Олександр Петрович         | Донецька область          | Докучаєвський                   | 215          | Машиніст екскаватора Докучаєвського флюсодоломітного комбінату                                                                                    |                                                                       |                                                                                              |
| Хрептик Надія Іванівна               | Львівська область         | Миколаївський                   | 393          | Машиніст насосних установок Миколаївського цементно-гірничого комбінату                                                                           |                                                                       |                                                                                              |
| Христенко Валентина Петрівна         | Запорізька область        | Комунарський                    | 262          | Монтажниця Запорізького приладобудівного заводу                                                                                                   |                                                                       |                                                                                              |
| Христич Володимир Андрійович         | Одеська область           | Заводський                      | 424          | Токар Одеського заводу «Кінап» |                                                                       |                                                                                              |
| Цаберябий Володимир Семенович        | Дніпропетровська область  | Самарський                      | 122          | Начальник головного управління «Укрголовметалургмонтаж» Міністерства монтажних і спеціальних будівельних робіт УРСР                               |                                                                       |                                                                                              |
| Ціпов'яз Ольга Петрівна              | Кіровоградська область    | Ленінський                      | 326          | Свердувальниця головного підприємства Кіровоградського виробничого об'єднання «Червона Зірка»                                                     |                                                                       |                                                                                              |
| Череп Валерій Іванович               | Сумська область           | Краснопільський                 | 502          | Міністр сільського будівництва УРСР |                                                                       |                                                                                              |
| Черникова Ганна Іванівна             | Миколаївська область      | Первомайський                   | 420          | Бригадир малярів-штукатурів управління будівництва Південно-Української атомної електростанції                                                    |                                                                       |                                                                                              |
| Чернушенко Людмила Григорівна        | Херсонська область        | Текстильний                     | 568          | Прядильниця Херсонського бавовняного комбінату імені XXVI з'їзду КПРС                                                                             |                                                                       |                                                                                              |
| Чернявська Ксенія Василівна          | Черкаська область         | Смілянський                     | 604          | Фрезерувальниця Смілянського електромеханічного ремонтного заводу імені Т. Г. Шевченка                                                            |                                                                       |                                                                                              |
| Чикомасов Василь Данилович           | Сумська область           | Глухівський                     | 495          | Голова колгоспу імені Леніна (Глухівського району)                                                                                                |                                                                       |                                                                                              |
| Чистовська Валентина Андріївна       | Донецька область          | Куйбишевський                   | 165          | Апаратниця Донецького заводу хімічних реактивів                                                                                                   |                                                                       |                                                                                              |
| Чорна Галина Олександрівна           | Полтавська область        | Кременчуцький-Крюківський       | 460          | Стернярка сталеливарного заводу Кременчуцького виробничого об'єднання вагонобудування                                                             |                                                                       |                                                                                              |
| Чорний Георгій Іванович              | Дніпропетровська область  | Апостолівський                  | 145          | Директор радгоспу «Криворізький» (Апостолівського району)                                                                                         |                                                                       |                                                                                              |
| Чуєва Валентина Іванівна             | Херсонська область        | Суворовський                    | 567          | Фрезерувальниця виробничого об'єднання «Херсонський комбайновий завод імені Г. І. Петровського»                                                   |                                                                       |                                                                                              |
| Чумак Аркадій Степанович             | Херсонська область        | Каховський                      | 575          | Завідувач відділу адміністративних органів ЦК КПУ                                                                                                 |                                                                       |                                                                                              |
| Чумаченко Володимир Миколайович      | Донецька область          | Добропільський                  | 177          | Машиніст гірничих виймальних машин шахти «Новодонецька» виробничого об'єднання «Добропіллявугілля»                                                |                                                                       |                                                                                              |
| Чумаченко Микола Григорович          | Донецька область          | Ворошиловський                  | 159          | Голова Донецького наукового центру Академії наук УРСР, директор Інституту економіки промисловості Академії наук УРСР                              |                                                                       |                                                                                              |
| Шагова Надія Дем'янівна              | Вінницька область         | Тростянецький                   | 54           | Апаратниця Ладижинського заводу ферментних препаратів (Тростянецького району)                                                                     |                                                                       |                                                                                              |
| Шамборський Віктор Корнійович        | Волинська область         | Ківерцівський                   | 65           | Голова Державного комітету УРСР по цінах |                                                                       |                                                                                              |
| Шаповал Володимир Никифорович        | Черкаська область         | Драбівський                     | 607          | Голова виконкому Черкаської обласної ради |                                                                       |                                                                                              |
| Шарапкіна Ольга Іванівна             | Дніпропетровська область  | Петропавлівський                | 152          | Майстер машинного доїння корів колгоспу «Зоря комунізму» (Васильківського району)                                                                 |                                                                       |                                                                                              |
| Шатилова Віра Василівна              | Київ                      | Червоноармійський               | 28           | Монтажниця Київського виробничого об'єднання «Комуніст»                                                                                           |                                                                       |                                                                                              |
| Шахновський Олександр Володимирович  | Волинська область         | Заводський                      | 58           | Бригадир електрозварників Луцького автомобільного заводу                                                                                          |                                                                       |                                                                                              |
| Шеверняєв Іван Сидорович             | Одеська область           | Котовський                      | 438          | Начальник Одеської залізниці |                                                                       |                                                                                              |
| Шевченко Валентина Семенівна         | Донецька область          | Волноваський                    | 213          | Голова Президії Верховної Ради УРСР |                                                                       |                                                                                              |
| Шевченко Володимир Антонович         | Сумська область           | Недригайлівський                | 504          | Голова виконкому Сумської обласної ради |                                                                       |                                                                                              |
| Шевченко Олександр Тихонович         | Тернопільська область     | Борщівський                     | 513          | Міністр промисловості будівельних матеріалів УРСР                                                                                                 |                                                                       |                                                                                              |
| Шелест Софія Андріївна               | Львівська область         | Бродівський                     | 386          | Трактористка колгоспу імені Чапаєва (Бродівського району)                                                                                         |                                                                       |                                                                                              |
| Шемлей Марія Володимирівна           | Тернопільська область     | Чортківський                    | 524          | Бригадир дозувальників Колиндянського концентратно-дріжджового комбінату (Чортківського району)                                                   |                                                                       |                                                                                              |
| Шемчук Віктор Миколайович            | Тернопільська область     | Бережанський                    | 512          | 2-й секретар Тернопільського обласного комітету КПУ                                                                                               |                                                                       |                                                                                              |
| Шинкарук Володимир Іларіонович       | Ровенська область         | Здолбунівський                  | 484          | Директор Інституту філософії Академії наук УРСР, голова правління Товариства «Знання» УРСР                                                        |                                                                       |                                                                                              |
| Шматольян Іван Іванович              | Одеська область           | Ананьївський                    | 439          | Міністр заготівель УРСР |                                                                       |                                                                                              |
| Шовикова Марія Степанівна            | Сумська область           | Зарічний                        | 493          | Бригадир штукатурів будівельного управління «Опоряджбуд» тресту «Сумжитлобуд»                                                                     |                                                                       |                                                                                              |
| Шрамко Юрій Меркурійович             | Харківська область        | Ізюмський                       | 544          | Начальник Управління КДБ УРСР по Харківській області, генерал-майор                                                                               |                                                                       |                                                                                              |
| Штученко Віктор Васильович           | Кримська область          | Джанкойський міський            | 352          | Завідувач відділу торгівлі і побутового обслуговування ЦК КПУ                                                                                     |                                                                       |                                                                                              |
| Шульгін Микола Павлович              | Сумська область           | Конотопський                    | 501          | Міністр будівництва і експлуатації автомобільних шляхів УРСР                                                                                      |                                                                       |                                                                                              |
| Шунін Лев Миколайович                | Донецька область          | Ждановський-Приморський         | 186          | Начальник Азовського морського пароплавства |                                                                       |                                                                                              |
| Щепетильников Аркадій Миколайович    | Полтавська область        | Гадяцький                       | 464          | Міністр промислового будівництва УРСР |                                                                       | 1986 повноваження складено                                                                   |
| Щербей Олена Михайлівна              | Закарпатська область      | Мукачівський міський            | 244          | Монтажниця заводу «Мукачівприлад» |                                                                       |                                                                                              |
| Щербина Віктор Петрович              | Київ                      | Кіровський                      | 13           | Бригадир токарів Київського заводу «Арсенал» імені В. І. Леніна                                                                                   |                                                                       |                                                                                              |
| Щербицький Володимир Васильович      | Дніпропетровська область  | Баглійський                     | 123          | 1-й секретар ЦК КПУ |                                                                       |                                                                                              |
| Щесюк Тамара Михайлівна              | Тернопільська область     | Теребовлянський                 | 522          | Вчитель Золотниківської середньої школи Теребовлянського району                                                                                   |                                                                       |                                                                                              |
| Юрчак Світлана Олексіївна            | Львівська область         | Дрогобицький міський            | 382          | Старший флотатор збагачувальної фабрики Стебницького калійного заводу                                                                             |                                                                       |                                                                                              |
| Юрченко Микола Тимофійович           | Полтавська область        | Лохвицький                      | 471          | Голова колгоспу «Перемога комунізму» (Лохвицького району)                                                                                         |                                                                       |                                                                                              |
| Юрчишин Ганна Степанівна             | Тернопільська область     | Заліщицький                     | 516          | Оператор машинного доїння корів колгоспу «Зоря комунізму» (Заліщицького району)                                                                   |                                                                       |                                                                                              |
| Юрчук Василь Ісакович                | Івано-Франківська область | Долинський                      | 292          | Директор Інституту історії партії при ЦК КПУ |                                                                       |                                                                                              |
| Юхно Євген Іванович                  | Донецька область          | Горлівський-Микитівський        | 172          | 1-й секретар Горлівського міського комітету КПУ                                                                                                   |                                                                       |                                                                                              |
| Якименко Григорій Савич              | Ворошиловградська область | Комунарський                    | 80           | Директор Комунарського металургійного комбінату                                                                                                   |                                                                       |                                                                                              |
| Якименко Олександр Никифорович       | Ровенська область         | Сарненський                     | 490          | Голова Верховного Суду УРСР |                                                                       |                                                                                              |
| Якица Юрій Васильович                | Закарпатська область      | Ужгородський міський            | 243          | Бригадир слюсарів-складальників Ужгородського механічного заводу імені XXV з'їзду КПРС                                                            |                                                                       |                                                                                              |
| Яковенко Любов Дмитрівна             | Житомирська область       | Радомишльський                  | 241          | Оператор машинного доїння корів колгоспу імені Кірова (Радомишльського району)                                                                    |                                                                       |                                                                                              |
| Яковенко Тамара Василівна            | Сумська область           | Роменський міський              | 498          | Фрезерувальниця Роменської взуттєвої фабрики |                                                                       |                                                                                              |
| Яланський Валентин Антонович         | Запорізька область        | Хортицький                      | 266          | Голова виконкому Запорізької міської ради |                                                                       |                                                                                              |
| Ямчинський Василь Миколайович        | Житомирська область       | Любарський                      | 237          | Голова виконкому Житомирської обласної ради |                                                                       |                                                                                              |
| Яненко Микола Петрович               | Харківська область        | Залізничний                     | 530          | Машиніст тепловоза локомотивного депо імені С. М. Кірова Південної залізниці                                                                      |                                                                       |                                                                                              |
| Янчук Микола Михайлович              | Хмельницька область       | Городоцький                     | 588          | Ланковий механізованої ланки колгоспу «Іскра» (Городоцького району)                                                                               |                                                                       |                                                                                              |
| Ярова Валентина Василівна            | Хмельницька область       | Центральний                     | 582          | Бригадир заготовників взуття Хмельницької взуттєвої фабрики                                                                                       |                                                                       |                                                                                              |
| Ярова Лідія Захарівна                | Черкаська область         | Звенигородський                 | 609          | Вчителька Ризинської середньої школи Звенигородського району                                                                                      |                                                                       |                                                                                              |
| Ярошовець Василь Степанович          | Закарпатська область      | Вишківський                     | 247          | 2-й секретар Закарпатського обласного комітету КПУ                                                                                                |                                                                       |                                                                                              |
| Резніченко Анатолій Сергійович       | Харківська область        | Комсомольський                  | 534          | Голова виконкому Харківської міської ради |                                                                       | 1985 дообрано, 4 грудня 1985 повноваження затверджено; 10 грудня 1985 помер                  |
| Печеров Андрій Васильович            | Одеська область           | Фрунзівський                    | 453          | Голова виконкому Одеської обласної ради |                                                                       | 9 лютого 1986 дообрано, 12 липня 1986 повноваження затверджено                               |
| Івашко Володимир Антонович           | Харківська область        | Комсомольський                  | 534          | Секретар ЦК КПУ |                                                                       | 16 березня 1986 дообрано, 12 липня 1986 повноваження затверджено; 1987 повноваження складено |
| Дзісь Георгій Васильович             | Черкаська область         | Золотоніський                   | 610          | Заступник голови Ради Міністрів УРСР |                                                                       | 17 серпня 1986 дообрано, 27 листопада 1986 повноваження затверджено                          |
| Стус Володимир Іванович              | Київська область          | Кагарлицький                    | 316          | Начальник військ Західного прикордонного округу КДБ СРСР                                                                                          |                                                                       | 17 серпня 1986 дообрано, 27 листопада 1986 повноваження затверджено                          |
| Чулаков Євген Родіонович             | Київська область          | Фастівський                     | 308          | Завідувач відділу сільського господарства і харчової промисловості ЦК КПУ                                                                         |                                                                       | 17 серпня 1986 дообрано, 27 листопада 1986 повноваження затверджено                          |
| Сало Василь Прокопович               | Одеська область           | Татарбунарський                 | 452          | Міністр будівництва УРСР |                                                                       | 12 жовтня 1986 дообрано, 27 листопада 1986 повноваження затверджено                          |
| Бондарчук Микола Степанович          | Дніпропетровська область  | Нижньодніпровський              | 120          | Начальник штабу — заступник начальника Цивільної оборони УРСР                                                                                     |                                                                       | 15 лютого 1987 дообрано, 7 жовтня 1987 повноваження затверджено                              |
| Крайниченко Петро Тимофійович        | Ворошиловградська область | Лутугинський                    | 97           | Вальцетокар Лутугинського заводу прокатних валків                                                                                                 |                                                                       | 15 лютого 1987 дообрано, 7 жовтня 1987 повноваження затверджено                              |
| Цибух Валерій Іванович               | Полтавська область        | Гадяцький                       | 464          | 1-й секретар ЦК ЛКСМУ |                                                                       | 15 лютого 1987 дообрано, 7 жовтня 1987 повноваження затверджено                              |
| Забродін Іван Олександрович          | Кримська область          | Бахчисарайський                 | 361          | Міністр фінансів УРСР |                                                                       | 21 червня 1987 дообрано, 7 жовтня 1987 повноваження затверджено                              |
| Савченко Анатолій Петрович           | Миколаївська область      | Вознесенський                   | 412          | Завідувач економічного відділу ЦК КПУ |                                                                       | 21 червня 1987 дообрано, 7 жовтня 1987 повноваження затверджено                              |
| Голушко Микола Михайлович            | Житомирська область       | Ружинський                      | 242          | Голова Комітету державної безпеки УРСР |                                                                       | 6 вересня 1987 дообрано, 13 листопада 1987 повноваження затверджено                          |
| Урчукін Віктор Григорович            | Харківська область        | Комсомольський                  | 534          | Заступник голови Ради Міністрів УРСР |                                                                       | 6 вересня 1987 дообрано, 13 листопада 1987 повноваження затверджено                          |
| Алекса Микола Тимофійович            | Одеська область           | Ширяївський                     | 454          | Начальник управління–начальник внутрішніх військ МВС СРСР по Українській РСР і Молдавській РСР, генерал-лейтенант                                 |                                                                       | 28 лютого 1988 дообрано, 18 квітня 1988 повноваження затверджено                             |
| Борисенко Микола Іванович            | Львівська область         | Нестеровський                   | 395          | Голова Державного комітету УРСР по статистиці |                                                                       | 28 лютого 1988 дообрано, 18 квітня 1988 повноваження затверджено                             |
| Жуков Володимир Романович            | Донецька область          | Макіївський-Гірницький          | 196          | 1-й секретар Макіївського міського комітету КПУ                                                                                                   |                                                                       | 28 лютого 1988 дообрано, 18 квітня 1988 повноваження затверджено                             |
| Мармазов Євген Васильович            | Кіровоградська область    | Олександрійський                | 341          | 2-й секретар Кіровоградського обласного комітету КПУ                                                                                              |                                                                       | 28 лютого 1988 дообрано, 18 квітня 1988 повноваження затверджено                             |
| Нікітенко Григорій Григорович        | Кримська область          | Сімферопольський                | 369          | Міністр легкої промисловості УРСР |                                                                       | 28 лютого 1988 дообрано, 18 квітня 1988 повноваження затверджено                             |
| Платоненко Галина Павлівна           | Харківська область        | Дергачівський                   | 554          | Заступник директора з навчально-виховної роботи Черкасько-Лозівської середньої школи Дергачівського району                                        |                                                                       | 28 лютого 1988 дообрано, 18 квітня 1988 повноваження затверджено                             |
| Сунцов Ігор Геннадійович             | Кіровоградська область    | Олександрійський міський        | 330          | Електрослюсар шахти імені Ленінського комсомолу виробничого об'єднання «Олександріявугілля»                                                       |                                                                       | 28 лютого 1988 дообрано, 18 квітня 1988 повноваження затверджено                             |
| Шаригін Володимир Олександрович      | Полтавська область        | Решетилівський                  | 474          | Член Військової ради — начальник Політуправління Київського військового округу, генерал-лейтенант                                                 |                                                                       | 28 лютого 1988 дообрано, 18 квітня 1988 повноваження затверджено                             |
| Салійчук Любов Леонідівна            | Житомирська область       | Коростишівський                 | 236          | Доярка колгоспу «Комуніст» (Коростишівського району)                                                                                              |                                                                       | 24 квітня 1988 дообрано, 3 червня 1988 повноваження затверджено                              |